# 路線バスで寄り道の旅
『路線バスで寄り道の旅』（ろせんバスでよりみちのたび）は、テレビ朝日にて2015年4月5日より毎週日曜日15:20 - 16:30に放送されている紀行番組である。略称は、路線バスの旅。
レギュラー放送に先立ち、テレビ朝日系列の「サンデープレゼント」枠にて2013年から2015年にかけて不定期で放映された。

## 概要
徳光和夫と田中律子にゲスト1人を加えた3人 で、主に関東地方（全国に足を伸ばす回もある）を運行する路線バスを乗り継ぎ、名所など巡りながら自由気ままに旅をする番組である。
特筆すべき点として、類似番組である「ローカル路線バス乗り継ぎの旅シリーズ（土曜スペシャル）」（テレビ東京系列）では、高速バスでの移動が禁止されているのに対し、この番組ではそれを使った移動が許されている。実際に単発第2弾・第11弾などで出発地から目的地まで高速バスを使って移動している。
沿線の飲食店や博物館等、乗車するバス路線沿線での「寄り道」を中心としているため移動距離が短く、時間には比較的ルーズで進行していく。ゴールを決めてから旅を始めるが、時間がなくなり、「寄り道」したまま番組が終わることもある。
また、番組内で流れるBGMには、主にザ・スパイダースなどグループ・サウンズの曲、1970年代から80年代の歌謡曲や過去にテレビ朝日で放送されたアニメの劇伴なども使用されている。
徳光は当番組内でマイペースな面を垣間見せる事が多く、走行中のバス内で居眠りをしてしまう場面が番組の定番となっている。
2015年4月5日よりレギュラー放送開始。なお、徳光にとってテレビ朝日のレギュラー出演番組はフリーになってから25年半（26年）にして当番組が初であり、2011年3月末に『TheサンデーNEXT』『DON!』（いずれも日本テレビ系列）が終了して以来約4年ぶりに、地上波テレビ放送における徳光のレギュラー番組が復活した。
2016年4月3日放送分から5分繰り上げ・拡大し、15:20 - 16:30での放送だったが、2018年5月6日放送分から再び5分短縮し、15:20 - 16:25での放送となる。
2018年秋からはおおむね3回に1回は再放送となっているが、「再編集」と称し、新録の最新スポット情報が挿入されている。
2020年春以降は新型コロナウイルスの影響で通常のロケが難しくなったため、再編集版を放送する措置を取った。同年8月から新作の収録を再開しており、路線バス(主に銀河鉄道バスを使用)を貸し切り、ADまたはテレビ朝日の女性アナウンサー（佐藤ちひろ等）がレポーター役になる形でロケを行っている。
2020年10月4日より局の秋季番組改編に伴い放送時間を55分繰り下げ・5分拡大し、16:15 - 17:25での放送となる。また同年10月25日放送分から『路線バスで寄り道&お買い物の旅』のタイトルで放送され、番組冒頭に、田中がスタジオ収録した通販番組『お買い物の旅 ものコンシェルジュ』（「じゅん散歩」の同名コーナーに準じた内容。ロッピングライフ制作）を約6分程度放送する構成となっている。
2022年4月改編に伴い放送時間を55分繰り上げ、15:20 - 16:30での放送となる。ただし、編成の都合により前期と同様の16:15 - 17:25での放送となることがある。
現在、CS放送のテレ朝チャンネル2にて不定期で再放送が行われている。
「路線バス」の名が付くように使用するバス車両は国際興業バスや東急バスなどの実在する路線バス会社の車両に乗って移動するが、実在する路線経路での移動ではないため、貸切での使用となっている。また、ロケ地によっては貸借したバスの旅客営業の範囲となっていない地域を走ることもある。

## 出演者

### レギュラーナビゲーター
- 徳光和夫（フリーアナウンサー・元日本テレビアナウンサー）
- 田中律子[注 5][注 6][注 7][2]

### ナレーション
- 生野文治[3]
- 千葉聡司 - 2020年4月12日[4] や5月10日[5] 放送分など再編集回の一部ナレーション（「路線バスで寄り道の旅さらに寄り道」）を担当。
- ナホミカンデル - 2020年5月24日[6] 放送分の一部ナレーション（過去の名場面集の部分）を千葉と共に担当。
- 角川幸恵 - 2021年1月31日[7] 放送分など再編集回の一部ナレーション（「路線バスで寄り道の旅おまけの寄り道」）を担当。

## 単発番組時代（2013年 - 2015年）

### 放送日・放送時間

#### 2013年
| 回             | 放送日   | 放送時間      | ゲスト              | 備考                                              |
| -------------- | -------- | ------------- | ------------------- | ------------------------------------------------- |
| 1              | 3月3日   | 14:00 - 15:25 | 佐藤仁美            |                                                   |
| 2              | 5月26日  | 14:00 - 15:25 | 新山千春            |                                                   |
| 3              | 7月14日  | 14:00 - 15:25 | はしのえみ          |                                                   |
| 4              | 8月18日  | 13:55 - 15:20 | 相田翔子            |                                                   |
| 5              | 9月29日  | 13:55 - 15:20 | 磯山さやか          | 関東以外は14:00 - 15:25に放送                     |
| 特別編         | 11月10日 | 13:55 - 15:20 | 新山千春 磯山さやか | 第2・5回の再編集版。関東以外は14:00 - 15:25に放送 |
| 年末スペシャル | 12月29日 | 6:00 - 8:00   | 相田翔子 山口もえ   |                                                   |

#### 2014年
| 回                                                    | 放送日   | 放送時間      | ゲスト                                         | 備考                                                      |
| ----------------------------------------------------- | -------- | ------------- | ---------------------------------------------- | --------------------------------------------------------- |
| 6                                                     | 2月2日   | 13:55 - 15:20 | 中山エミリ                                     | 関東以外は14:00 - 15:25に放送                             |
| 特別編                                                | 3月30日  | 15:30 - 17:25 | 中山エミリ                                     | 第6回の再編集版、「スペシャルサンデー」枠にて放送         |
| 路線バスで寄り道の旅× 若大将のゆうゆう散歩 スペシャル | 3月31日  | 19:00 - 21:48 | 萩本欽一 加山雄三 和田アキ子 中村雅俊 坂本冬美 | 全国ネットで放送                                          |
| 7                                                     | 4月20日  | 13:55 - 15:20 | 長山洋子                                       |                                                           |
| 8                                                     | 6月8日   | 13:55 - 15:20 | 酒井美紀                                       |                                                           |
| 夫婦で夏休みスペシャル1                               | 8月3日   | 13:25 - 14:50 | 野々村真・俊恵夫妻                             | 「テレ朝人気番組集結1日丸ごと夏祭りデー」として放送       |
| 夫婦で夏休みスペシャル2                               | 8月10日  | 13:55 - 15:55 | 石田純一・東尾理子夫妻                         |                                                           |
| 夫婦で夏休みスペシャル3                               | 8月17日  | 13:55 - 15:20 | 中尾彬・池波志乃夫妻                           |                                                           |
| 特別編                                                | 10月5日  | 13:55 - 15:20 | 磯山さやか                                     | 第5回の再編集版に、新たに徳光単独でロケした旅を加えた構成 |
| 9                                                     | 11月9日  | 13:55 - 15:20 | 三田寛子                                       |                                                           |
| 東京下町制覇スペシャル                                | 11月22日 | 16:00 - 17:25 | 相田翔子 山口もえ                              | シリーズ初の土曜日の放送。年末スペシャルの再編集版        |

#### 2015年
| 回                                    | 放送日  | 放送時間      | ゲスト                                       | 備考                                                               |
| ------------------------------------- | ------- | ------------- | -------------------------------------------- | ------------------------------------------------------------------ |
| 2015新春5時間スペシャル               | 1月2日  | 13:00 - 18:00 | 坂下千里子 露木茂 押阪忍 琴欧州親方 鈴木史朗 |                                                                    |
| 特別編                                | 1月24日 | 13:59 - 15:25 | 中山エミリ                                   | 土曜日の放送。内容は第6回の再放送                                  |
| 10                                    | 2月1日  | 13:55 - 15:20 | 千秋                                         |                                                                    |
| 11                                    | 3月1日  | 13:55 - 15:20 | 浅香唯                                       |                                                                    |
| 徳さん珍道中 すべて見せますスペシャル | 3月29日 | 15:30 - 17:25 | （総集編）                                   | 「スペシャルサンデー」最終番組として放送 当日はSATV、yabへもネット |

### 各回のルート
第7弾（南房総編）
【木更津駅】 - （日東交通・八幡台ニュータウン線） - 【羽鳥野6丁目】 - （徒歩で移動） - 【木更津羽鳥野バスストップ】 - （日東交通・南総里見号） - 【とみうら枇杷倶楽部】 - （館山日東バス・市内線） - 【崖観音前】 - （館山日東バス・市内線） - 【船形港前】 - （館山日東バス・市内線） - 【城山公園前】 - （JRバス関東・洲の崎線） - 【休暇村館山前】 - （JRバス関東・洲の崎線） - 【洲の崎灯台前】
第9弾（日光・鬼怒川編）
- 一日目

【秋葉原駅】 - （茨城交通・関東やきものライナー） - 【陶芸メッセ入口】 - （東野交通・益子真岡水橋線） - 【JR宇都宮駅】 - （関東自動車・JR宇都宮駅 - 日光東照宮線） - 【神橋】 - （徒歩で移動） - 【日光東照宮】 - （徒歩で移動） - 【日光総合支所】 - （関東自動車・JR宇都宮駅 - 日光東照宮線） - 【下今市】 - （徒歩で移動） - 【下今市駅】 - （日光交通・鬼怒川線） - 【温泉中央口】
- 二日目

【温泉中央口】 - （日光交通・湯西川線） - 【龍王峡入口】
第10弾（深大寺 - 石和編）
【渋谷駅】 - （小田急バス・渋24） - 【松陰神社前】 - （小田急バス・渋26） - 【調布駅南口】 - （徒歩で移動） - 【調布駅北口】 - （小田急バス・吉06） - 【深大寺入口】 - （徒歩で移動） - 【中央道深大寺】 - （富士急行・中央高速バス） - 【河口湖駅】 - （富士急山梨バス・河口湖周遊バス） - 【遊覧船・ロープウェイ入口】 - （富士急山梨バス・河口湖周遊バス） - 【河口湖美術館】 - （富士急山梨バス・甲府方面） - 【石和温泉駅入口】
夫婦で夏休みスペシャル1（長野・軽井沢編）
【佐久平駅】 - （千曲バス・佐久上田線） - 【小諸駅前】 - （小諸市コミュニティバス「小諸すみれ号」（平原線）） - 【桜ケ丘団地】 - （徒歩で移動） - 【三ツ石公民館】 - （軽井沢町内循環バス・西コース） - 【中軽井沢駅】 - （軽井沢町内循環バス（東・南廻り線）） - 【旧軽井沢】 - （草軽交通・草軽線） - 【白糸の滝】 - （草軽交通・草軽線） - 【軽井沢駅】 - （西武高原バス・池袋 - 軽井沢線） - 【練馬駅】 - （都営バス・白61） - 【新宿駅西口】 - （都営バス・品97） - 【西麻布】

## 放送リスト

### レギュラー版
※ルートは出発地、終着地、寄り道スポットを表示し、乗り換えのみで寄り道しなかった駅などは一部省略している。

#### レギュラー版第1期（2015年4月5日〜2016年3月27日）

##### 2015年
| 回 | 放送日   | ルート                                                   | ゲスト                 | 備考                                          |
| -- | -------- | -------------------------------------------------------- | ---------------------- | --------------------------------------------- |
| 1  | 4月5日   | 池袋駅→板橋本町→高円寺駅→阿佐ケ谷駅→荻窪駅→吉祥寺駅      | 坂下千里子             |                                               |
| 2  | 4月12日  | 伊勢佐木町→磯子→八景島→横須賀→葉山                       | 相田翔子               |                                               |
| 3  | 4月26日  | 池袋駅→赤羽駅→鳩ヶ谷→大宮→川越                           | 山口もえ               | 2時間半SP（13:55 - 16:30）                    |
| 4  | 5月17日  | 東京スカイツリー→向島→堀切菖蒲園→京成立石駅→柴又帝釈天   | （なし）               |                                               |
| 5  | 5月24日  | （第1回、第2回放送のまとめ、未公開映像を含む特別編）     | 坂下千里子 相田翔子    | 2時間半SP（13:55 - 16:30）                    |
| 6  | 5月31日  | 渋谷駅→下北沢→経堂駅→千歳船橋駅→祖師ヶ谷大蔵駅           | （なし）               |                                               |
| 7  | 6月7日   | 茅ケ崎駅→藤沢駅→江ノ島→鎌倉→逗子                         | 中山エミリ             |                                               |
| 8  | 6月14日  | 三崎港→横須賀→本牧→横浜中華街→みなとみらい               | 酒井美紀               | 単発放送（第8弾）の再編集版                   |
| 9  | 6月21日  | 川崎駅→羽田→羽田空港→神保町→江戸川橋→目白                | 三田寛子               |                                               |
| 10 | 6月28日  | 新宿駅→相模湖→高尾山→秋川渓谷                            | はしのえみ             | 単発放送（第3弾）の再編集版                   |
| 11 | 7月5日   | 八王子駅→秋川→福生→檜原村                                | 祥子                   |                                               |
| 12 | 7月12日  | 東京駅→久留里→鴨川→小湊                                  | 森尾由美               |                                               |
| 13 | 7月26日  | 松本→塩尻→岡谷→蓼科→六本木                               | 桑山哲也・藤田朋子夫妻 | 2時間半SP（13:55 - 16:30）                    |
| 14 | 8月9日   | 長野→小諸→軽井沢→練馬→六本木                             | 野々村真・俊恵夫妻     | 単発放送（夫婦で夏休みスペシャル1）の再編集版 |
| 15 | 8月16日  | 船橋駅→鎌ケ谷→市川→小岩→葛西                             | 松本明子               |                                               |
| 16 | 8月30日  | 小田原駅→真鶴→湯河原                                     | 浜口京子               |                                               |
| 17 | 9月6日   | 品川駅→大井町→平和島→羽田空港→川崎                       | はいだしょうこ         |                                               |
| 18 | 9月27日  | 羽田空港→新横浜駅→綱島駅→六角橋                          | 安田美沙子             |                                               |
| 19 | 10月18日 | 二子玉川駅→等々力→自由が丘→祐天寺→中目黒→目黒→東京タワー | 飯田圭織 吉澤ひとみ    | 2時間SP（13:55 - 16:00）                      |
| 20 | 10月25日 | 野毛町→桜木町→馬車道                                     | （なし）               | 単発放送（特別編）の再編集版                  |
| 21 | 11月8日  | 東京駅→室町→馬喰町→入谷→上野→谷中                        | 知念里奈               |                                               |
| 22 | 11月15日 | 伊東駅→堂ヶ島→下田→弓ヶ浜                                | 紫吹淳                 |                                               |
| 23 | 11月29日 | 秋葉原駅→益子→宇都宮→日光→鬼怒川温泉                     | 三田寛子               | 単発放送（第9弾）の再編集版                   |
| 24 | 12月20日 | 新宿駅→中野駅→阿佐ケ谷駅→西荻窪駅                        | ホラン千秋             |                                               |

##### 2016年
| 回 | 放送日  | ルート                                                              | ゲスト     | 備考 |
| -- | ------- | ------------------------------------------------------------------- | ---------- | --- |
| 25 | 1月17日 | 押上駅→浅草→北千住駅→西新井大師                                     | 堀ちえみ   | 最終目的地は赤羽八幡神社だったが、 神札所の受付時間に間に合わず途中で終了                                                  |
| 26 | 1月31日 | 大宮駅→川越→新所沢駅                                                | 石野真子   | |
| 27 | 2月7日  | 国分寺駅→小平霊園→小金井公園→花小金井駅→ 吉祥寺駅→仙川駅→二子玉川駅 | 橋本マナミ | |
| 28 | 2月14日 | 東京駅→日本橋→浜町→人形町→銀座                                      | 篠原ともえ | 5分拡大（15:20 - 16:30） 浜町で明治座公演中の伍代夏子、藤あや子に突撃訪問                                                  |
| 29 | 2月21日 | 渋谷駅→深大寺→河口湖→石和温泉                                       | 千秋       | 単発放送（第10弾）の再編集版                                                                                               |
| 30 | 3月13日 | 千葉駅→四街道→佐倉→富里→成田山                                      | 遼河はるひ | |
| 31 | 3月20日 | 春日駅→巣鴨→白山→千駄木→上野広小路→浅草                             | 萩本欽一   | 2014年3月31日放送回（「路線バスで寄り道の旅× 若大将のゆうゆう散歩スペシャル」）の再編集版 エンディングで真屋順子が特別出演 |
| 32 | 3月27日 | 新宿駅→三島→修善寺→伊豆湯ヶ島→河津                                  | 浅香唯     | 単発放送（第11弾）の再編集版                                                                                               |

#### レギュラー版第2期（2016年4月3日〜2018年4月15日）

##### 2016年
| 回 | 放送日   | ルート                                                   | ゲスト                               | 備考                                                                                          |
| -- | -------- | -------------------------------------------------------- | ------------------------------------ | --------------------------------------------------------------------------------------------- |
| 33 | 4月3日   | 飯田橋駅→春日→白山→駒込                                  | 久保純子                             | この回より放送時間が15:20 - 16:30となる                                                       |
| 34 | 4月10日  | 木更津駅→南房総→館山                                     | 長山洋子                             | 単発放送（第7弾）の再編集版                                                                   |
| 35 | 4月24日  | 浦賀港→久里浜→衣笠山公園→横須賀ドブ板通り→馬車道→桜木町  | 清水ミチコ                           |                                                                                               |
| 36 | 5月1日   | サンシャインシティ→大山→志村坂上→下赤塚                  | 真琴つばさ                           | 5分拡大（15:15 - 16:30）                                                                      |
| 37 | 5月15日  | 秋葉原駅→鶯谷→三ノ輪→吉原→蔵前                           | 奥菜恵                               |                                                                                               |
| 38 | 5月29日  | （第7回の再編集版）                                      | 中山エミリ                           | エンディングに中山エミリの近況報告を交えて再編集                                              |
| 39 | 6月5日   | 浜松町駅→酒々井プレミアム・アウトレット→佐原→小見川      | 山田まりや                           | 最終目的地は銚子だったが、小見川で銚子方面の 最終バス（旭駅で乗り継ぎ）に間に合わず途中で終了 |
| 40 | 6月19日  | 駒込駅→旧古河庭園→飛鳥山公園→十条→赤羽                   | 松居直美                             |                                                                                               |
| 41 | 6月26日  | （第9回の再編集版）                                      | 三田寛子                             |                                                                                               |
| 42 | 7月10日  | 横浜駅→洪福寺→よこはま動物園→大和駅                      | 田中みな実                           |                                                                                               |
| 43 | 7月24日  | 草津温泉→北軽井沢→軽井沢→新宿→南青山→六本木              | まこと・富永美樹夫妻 祥子 重盛さと美 | 2時間半SP（13:55-16:30） 祥子と重盛は2日目のロケ（新宿→六本木）のみ参加                       |
| 44 | 7月31日  | 河口湖駅→富士山駅→忍野八海→山中湖→三島→六本木            | 中尾彬・池波志乃夫妻                 | 単発放送（夫婦で夏休みスペシャル3）の再編集版                                                 |
| 45 | 8月7日   | 三笠公園→横須賀中央駅→三浦海岸→三崎港→葉山               | 河北麻友子                           |                                                                                               |
| 46 | 8月14日  | 渋谷駅→恵比寿→戸越銀座→蒲田→天空橋                       | おのののか                           |                                                                                               |
| 47 | 9月4日   | 鎌倉駅→和田塚→龍口寺→新江ノ島水族館→藤沢駅               | 熊田曜子                             | 最終目的地は茅ヶ崎だったが、 夕食の店探しの時間を考慮して途中で終了                           |
| 48 | 9月18日  | 東京駅→つくばセンター→筑波山神社→筑波山                  | すみれ                               |                                                                                               |
| 49 | 9月25日  | （第16回の再編集版）                                     | 浜口京子                             |                                                                                               |
| 50 | 10月2日  | 表参道→代官山→原宿竹下通り→目黒駅                        | 国生さゆり                           | 最終目的地は新橋だったが、豪雨のため途中で終了                                                |
| 51 | 10月9日  | 北本駅→グリコピア・イースト→桶川駅→川越→鉄道博物館       | 松本伊代                             |                                                                                               |
| 52 | 10月23日 | （第21回の再編集版）                                     | 知念里奈                             |                                                                                               |
| 53 | 11月6日  | 東宝スタジオ→桜新町駅→都立大学駅→武蔵小山駅→川崎駅       | 鈴木奈々                             |                                                                                               |
| 54 | 11月13日 | （第22回の再編集版）                                     | 紫吹淳                               |                                                                                               |
| 55 | 11月27日 | 新宿駅→中野坂上→目白駅→江古田駅                          | 岩崎宏美                             |                                                                                               |
| 56 | 12月11日 | 曳舟川親水公園→亀有駅→金町駅→柴又帝釈天→東京スカイツリー | 南野陽子                             |                                                                                               |
| 57 | 12月18日 | （第24回の再編集版）                                     | ホラン千秋                           |                                                                                               |

##### 2017年
| 回 | 放送日   | ルート                                                                       | ゲスト                              | 備考 |
| -- | -------- | ---------------------------------------------------------------------------- | ----------------------------------- | --- |
| 58 | 1月15日  | みさと団地→新三郷駅→葛西神社→しばられ地蔵→草加駅                             | 井森美幸                            | |
| 59 | 1月22日  | ガス橋→新丸子駅→武蔵小杉駅→溝口→よみうりランド                               | 渡辺満里奈                          | |
| 60 | 1月29日  | （第26回の再編集版）                                                         | 石野真子                            | |
| 61 | 2月12日  | 護国寺→小石川→文京シビックセンター→神楽坂→千駄木                             | 橋本マナミ 祥子                     | |
| 62 | 2月19日  | （第28回の再編集版）                                                         | 篠原ともえ                          | |
| 63 | 3月12日  | 上石神井駅→石神井公園→東映撮影所→豊島園→練馬駅                               | 細川直美                            | |
| 64 | 3月19日  | 新横浜駅→崎陽軒横浜工場→保土ケ谷駅→藤棚商店街→伊勢佐木町                     | 乙葉                                | |
| 65 | 3月26日  | （第33回の再編集版）                                                         | 久保純子                            | |
| 66 | 4月2日   | ふなばしアンデルセン公園→船橋駅→本八幡駅→ 浦安駅→舞浜駅→東京ディズニーランド | 有森也実                            | |
| 67 | 4月16日  | （第3回の再編集版）                                                          | 山口もえ                            | 再編集版では赤羽駅より放送スタート                                                                                       |
| 68 | 4月23日  | 隅田公園→蔵前→浅草橋→中央区役所→勝どき                                       | 菊川怜                              | 蔵前で近所在住の岩崎ひろみに遭遇し、 ランチの店を紹介してもらった                                                        |
| 69 | 4月30日  | （第35回の再編集版）                                                         | 清水ミチコ                          | |
| 70 | 5月14日  | 大宮駅→盆栽村→岩槻駅→越谷駅→南越谷駅                                         | 押切もえ                            | |
| 71 | 5月21日  | 新富町→日本橋→室町→人形町→銀座                                               | 伍代夏子                            | |
| 72 | 5月28日  | （第39回の再編集版）                                                         | 山田まりや                          | |
| 73 | 6月4日   | お鷹の道→国分寺駅→津田塾大学→ 武蔵野美術大学→国立音楽大学→立川駅             | 伊藤裕子                            | |
| 74 | 6月18日  | 向島→本所→両国→鐘ヶ淵駅                                                      | 森口博子                            | 本所で鳴戸部屋 を訪問し、ちゃんこをご馳走してもらう                                                                      |
| 75 | 6月25日  | （第42回の再編集版）                                                         | 田中みな実                          | |
| 76 | 7月2日   | 首里城→牧志公設市場→宜野湾                                                   | 菊地亜美                            | 単発放送時代を含めて、 番組初の関東近郊以外の地方ロケ                                                                    |
| 77 | 7月9日   | 宜野湾→コザ→恩納村                                                           | 斉藤慶子                            | 恩納村で田中律子の自宅を突撃訪問                                                                                         |
| 78 | 7月23日  | 二子玉川緑地→二子玉川駅→成城学園前駅→ オークラランド→三軒茶屋→下北沢→六本木  | 石田純一・東尾理子夫妻              | 単発放送（夫婦で夏休みスペシャル2）の再編集版                                                                            |
| 79 | 7月30日  | 本栖湖→鳴沢氷穴→西湖→河口湖駅→ 山中湖→新宿駅→千駄ケ谷駅→表参道→六本木        | アニマル浜口・浜口初枝夫妻 浜口京子 | 徳さん＆おもしろ家族2017夏休みSP（15:20 - 17:30） 浜口初枝は2日目のロケ（新宿→六本木）のみ参加                           |
| 80 | 8月6日   | 江ノ島→鎌倉山→披露山公園→逗子駅→葉山                                         | 岩崎ひろみ                          | |
| 81 | 8月13日  | 御幸公園→川崎駅→木更津駅→三井アウトレットパーク→袖ケ浦駅                     | 滝沢沙織                            | 最終目的地は東京ドイツ村の花火鑑賞だったが、 袖ケ浦駅で最終バスに間に合わず、 途中折返しのバス停付近で花火鑑賞をして終了 |
| 82 | 9月3日   | 伊勢山皇大神宮→馬車道→よこはまコスモワールド→ 横浜中華街→山下公園            | 大久保佳代子 （オアシズ）           | 20分短縮（15:40 - 16:30）                                                                                                |
| 83 | 9月17日  | （第17回の再編集版）                                                         | はいだしょうこ                      | |
| 84 | 9月24日  | 谷中霊園→谷中→上野駅→南千住駅→町屋駅                                         | 笛木優子                            | 最終目的地は三河島だったが、 町屋で元・フィンガー5の玉元正男経営の店に 偶然立ち寄り、話が弾んだため終了                  |
| 85 | 10月1日  | 所沢駅→いも街道→本川越駅                                                     | 藤田ニコル                          | |
| 86 | 10月8日  | （第53回の再編集版）                                                         | 鈴木奈々                            | |
| 87 | 10月22日 | 荒川河川敷→北千住駅→西新井大師→川口オートレース場→西川口駅                   | 松本明子                            | 川口オートレース場で森且行選手と面会                                                                                     |
| 88 | 11月5日  | 千駄木→巣鴨→春日→共立女子大学                                                | 柳原可奈子                          | |
| 89 | 11月19日 | （第55回の再編集版）                                                         | 岩崎宏美                            | |
| 90 | 11月26日 | 東京駅→有楽町駅→新橋駅→中目黒駅→渋谷駅                                       | 田中美奈子                          | |
| 91 | 12月17日 | （第56回の再編集版）                                                         | 南野陽子                            | |
| 92 | 12月24日 | （第25回の再編集版）                                                         | 堀ちえみ                            | |

##### 2018年
| 回  | 放送日  | ルート                                          | ゲスト     | 備考                                                                                                   |
| --- | ------- | ----------------------------------------------- | ---------- | --- |
| 93  | 1月14日 | 鎌倉逗子ハイランド→鎌倉宮→鎌倉駅→江ノ島         | 安田美沙子 | |
| 94  | 1月21日 | （第27回の再編集版）                            | 橋本マナミ | |
| 95  | 1月28日 | （第58回の再編集版）                            | 井森美幸   | |
| 96  | 2月4日  | 四ツ谷駅→麹町→市ケ谷駅→飯田橋駅→神楽坂→四ツ谷駅 | 中井美穂   | 麹町で仕事帰りの徳光正行に遭遇 飯田橋で帝拳ボクシングジムを訪問し、 練習中の長谷川穂積・山中慎介に遭遇 |
| 97  | 2月11日 | （第63回の再編集版）                            | 細川直美   | |
| 98  | 2月25日 | 綱島駅→日吉駅→新川崎駅→池上駅→新馬場駅→お台場   | 椿鬼奴     | |
| 99  | 3月4日  | 深大寺→吉祥寺駅→三鷹駅→調布駅                   | 小沢真珠   | |
| 100 | 3月18日 | （第66回の再編集版）                            | 有森也実   | |
| 101 | 4月1日  | 芝公園→田町駅→麻布十番駅→広尾駅→乃木坂          | 安めぐみ   | 10分短縮（15:30 - 16:30）                                                                              |
| 102 | 4月8日  | （第70回の再編集版）                            | 押切もえ   | |
| 103 | 4月15日 | （第71回の再編集版）                            | 伍代夏子   | |

#### レギュラー版第3期（2018年5月6日〜2020年9月27日）
| 回  | 放送日   | ルート                                                      | ゲスト                                | 備考 |
| --- | -------- | ----------------------------------------------------------- | ------------------------------------- | --- |
| 104 | 5月6日   | 明治神宮外苑→道玄坂→中目黒→自由が丘駅                       | IMALU                                 | この回より放送時間が15:20 - 16:25となる 中目黒で金田正一の自宅を突撃訪問                                                         |
| 105 | 5月13日  | 磯子駅→浜マーケット→海づり桟橋→馬車道→日ノ出町              | 川中美幸                              | |
| 106 | 5月20日  | （第37回の再編集版）                                        | 奥菜恵                                | |
| 107 | 5月27日  | （第73回の再編集版）                                        | 伊藤裕子                              | |
| 108 | 6月3日   | 妻沼ゴルフ場→妻沼聖天山→熊谷駅→森林公園→東松山駅            | 柴田理恵                              | |
| 109 | 6月10日  | （第40回の再編集版）                                        | 松居直美                              | |
| 110 | 6月17日  | 新座駅→立教大学新座キャンパス→浦和競馬場→蕨駅→鳩ヶ谷→赤羽駅 | 長嶋一茂                              | レギュラー放送初の男性単独ゲスト                                                                                                 |
| 111 | 6月24日  | （第76回の再編集版）                                        | 菊地亜美                              | |
| 112 | 7月1日   | （第11回の再編集版）                                        | 祥子                                  | |
| 113 | 7月8日   | 東京スカイツリー→浅草→浅草橋→銀座                           | 天童よしみ                            | |
| 114 | 7月15日  | （第80回の再編集版）                                        | 岩崎ひろみ                            | |
| 115 | 7月22日  | （第79回の再編集版）                                        | アニマル浜口・浜口初枝夫妻、 浜口京子 | |
| 116 | 7月29日  | 町屋駅→三河島水再生センター→浅草→八重洲地下街→新橋駅        | 田中道子                              | |
| 117 | 8月5日   | 見沼代親水公園→竹ノ塚駅→堀切菖蒲園駅→京成立石駅             | ピーター                              | |
| 118 | 8月12日  | 六本木→東京プリンスホテル→佃→柴又                           | 河北麻友子                            | |
| 119 | 9月2日   | いなげの浜→稲毛海岸駅→幕張新都心→船橋競馬場                 | 羽野晶紀                              | ホテルニューオータニで福岡ソフトバンクホークスの 工藤公康監督・内川聖一選手、 ビックカメラ女子ソフトボール高崎の宇津木麗華に遭遇 |
| 120 | 9月16日  | （第47回の再編集版）                                        | 熊田曜子                              | |
| 121 | 9月23日  | 薬師池公園→町田駅→ぬぼこ山→玉川学園→青葉台駅                | 鈴木紗理奈                            | |
| 122 | 9月30日  | （第46回の再編集版）                                        | おのののか                            | |
| 123 | 10月7日  | 生麦→花月園前駅→国道駅→横浜火力発電所→日本大通り→野毛       | 鈴木杏樹                              | |
| 124 | 10月14日 | （第82回の再編集版）                                        | 大久保佳代子 （オアシズ）             | 25分短縮（15:20 - 16:00） ただし、本放送（第82回）も短縮50分での放送                                                             |
| 125 | 11月4日  | 池袋駅西口→椎名町駅→南長崎→東長崎駅→江古田駅                | 阿佐ヶ谷姉妹                          | 25分拡大SP（14:55 - 16:25） |
| 126 | 11月18日 | （第90回の再編集版）                                        | 田中美奈子                            | |
| 127 | 11月25日 | 東京駅→日本橋→門前仲町→錦糸町駅→舞浜                        | 十朱幸代                              | |
| 128 | 12月16日 | 高田馬場駅→早稲田大学→新宿諏訪神社→新大久保駅→高円寺駅      | 藤原紀香                              | |
| 129 | 12月23日 | （第88回の再編集版）                                        | 柳原可奈子                            | |

##### 2019年
| 回  | 放送日   | ルート                                                                                                | ゲスト                                             | 備考                                                                            |  |
| --- | -------- | --- | -------------------------------------------------- | ------------------------------------------------------------------------------- |  |
| 130 | 1月13日  | 熱海駅→来宮神社→熱海銀座→お宮の松                                                                     | 雛形あきこ                                         |                                                                                 |  |
| 131 | 1月27日  | （第61回の再編集版）                                                                                  | 橋本マナミ 祥子                                    |                                                                                 |  |
| 132 | 2月3日   | 銀座四丁目→東京ミッドタウン→ニッポン放送本社→皇居外苑→ 四谷→サンミュージックプロダクション本社→西麻布 | 石野真子                                           | ニッポン放送本社で生放送中の 『ラジオビバリー昼ズ』のエンディング部分に急遽出演 |  |
| 133 | 2月10日  | 鐘ヶ淵駅→向島→上野公園→鶯谷                                                                           | 森口博子                                           | 最終目的地は浅草だったが、 徳光の気まぐれにより途中で終了                       |  |
| 134 | 2月17日  | （第96回の再編集版）                                                                                  | 中井美穂                                           |                                                                                 |  |
| 135 | 2月24日  | （第98回の再編集版）                                                                                  | 椿鬼奴                                             |                                                                                 |  |
| 136 | 3月3日   | 渋谷駅→代々木八幡宮→初台→笹塚                                                                         | 麻丘めぐみ                                         |                                                                                 |  |
| 137 | 3月10日  | 特別編（2018年3月18日放送回）の再編集版                                                               | デヴィ・スカルノ 鈴木奈々 藤吉久美子               | 再編集版では浅草のロケシーンが ダイジェストのため、熊田曜子の出演はなし         |  |
| 138 | 3月17日  | 馬の博物館→三溪園→横浜雙葉学園→元町                                                                   | 八木亜希子                                         |                                                                                 |  |
| 139 | 3月24日  | （第99回の再編集版）                                                                                  | 小沢真珠                                           |                                                                                 |  |
| 140 | 4月7日   | 成城学園前駅→千歳船橋駅→経堂駅→豪徳寺                                                                 | 熊谷真実                                           |                                                                                 |  |
| 141 | 4月14日  | 志木駅→十文字学園女子大学→所沢駅→航空公園                                                             | 今陽子                                             | 最終目的地は狭山湖だったが、 徳光の気まぐれにより途中で終了                     |  |
| 142 | 4月28日  | （第104回の再編集版）                                                                                 | IMALU                                              |                                                                                 |  |
| 143 | 5月5日   | 水道橋駅→神保町→淡路町→神田明神→ 湯島聖堂→御茶ノ水駅→山の上ホテル                                     | 陣内孝則                                           |                                                                                 |  |
| 144 | 5月12日  | （第108回の再編集版）                                                                                 | 柴田理恵                                           |                                                                                 |  |
| 145 | 5月19日  | 千鳥町→稲毛神社→元住吉駅→等覚院                                                                       | 六平直政                                           |                                                                                 |  |
| 146 | 6月2日   | 箱根神社→箱根園→湖尻→大涌谷→ 箱根ガラスの森美術館→天成園                                              | 熊田曜子 佐藤エリ                                  |                                                                                 |  |
| 147 | 6月9日   | （第113回の再編集版）                                                                                 | 天童よしみ                                         |                                                                                 |  |
| 148 | 6月16日  | （第116回の再編集版）                                                                                 | 田中道子                                           |                                                                                 |  |
| 149 | 6月30日  | 情報通信研究機構→早稲田実業学校→サントリー武蔵野ブルワリー→ 大東京綜合卸売センター→東京女子体育大学   | 矢田亜希子                                         | 最終目的地は南極・北極科学館だったが、 入館時間に間に合わず途中で終了           |  |
| 150 | 7月14日  | （第110回の再編集版）                                                                                 | 長嶋一茂                                           |                                                                                 |  |
| 151 | 7月21日  | （第118回の再編集版）                                                                                 | 河北麻友子                                         |                                                                                 |  |
| 152 | 7月28日  | 西日暮里駅→巣鴨→池袋駅東口→河田町→新宿三丁目                                                          | 平野レミ                                           |                                                                                 |  |
| 153 | 8月11日  | 六本木→新橋駅→豊洲駅→亀戸駅→金町駅                                                                    | 若槻千夏                                           |                                                                                 |  |
| 154 | 8月18日  | 新宿駅西口→歌舞伎町→麹町→霞が関→有楽町駅                                                              | 大場久美子                                         |                                                                                 |  |
| 155 | 9月1日   | 迎賓館→ホテルニューオータニ→東京家政学院大学→科学技術館→飯田橋駅                                      | 伊藤かずえ                                         |                                                                                 |  |
| 156 | 9月22日  | 江ノ島駅→江ノ島→長谷→鎌倉駅                                                                           | 中村静香                                           |                                                                                 |  |
| 157 | 9月29日  | （第51回の再編集版）                                                                                  | 松本伊代                                           |                                                                                 |  |
| 158 | 10月6日  | 千葉大学病院→千葉市科学館→千葉神社→千葉駅                                                             | 勝村政信                                           |                                                                                 |  |
| 159 | 10月13日 | （第87回の再編集版）                                                                                  | 松本明子                                           |                                                                                 |  |
| 160 | 11月24日 | 日活撮影所→調布駅→神代植物公園→三鷹駅                                                                 | 秋吉久美子                                         |                                                                                 |  |
| 161 | 12月1日  | 高幡台団地→高幡不動尊→日野駅→八王子駅                                                                 | 真壁刀義                                           | 八王子&横浜（秘）穴場スポットSP （14:30 - 16:25）                               |  |
| 161 | 12月1日  | 万国橋→横浜中華街→山下町→横浜橋通商店街→黄金町→万葉倶楽部                                             | 松嶋尚美                                           | 八王子&横浜（秘）穴場スポットSP （14:30 - 16:25）                               |  |
| 162 | 12月8日  | 青戸→京成立石駅→柴又帝釈天→金町駅                                                                     | 成田凌                                             | 青戸で内藤大助に遭遇                                                            |  |
| 163 | 12月21日 | （第127回の再編集版）                                                                                 | 十朱幸代                                           | 土曜日10:30 - 11:40枠にて放送 関東ローカルでの放送                              |  |
| 164 | 12月31日 | 特別編（2019年6月16日放送回）の再編集版                                                               | マツコ・デラックス ミッツ・マングローブ 村上佳菜子 | 火曜日7:00 - 9:30枠にて放送 関東ローカルでの放送                                |  |

##### 2020年
| 回                                                                  | 放送日  | ルート                                                     | ゲスト                          | 備考 |
| ------------------------------------------------------------------- | ------- | ---------------------------------------------------------- | ------------------------------- | --- |
| 165                                                                 | 1月12日 | （第130回の再編集版）                                      | 雛形あきこ                      | |
| 166                                                                 | 1月19日 | 荻窪駅→阿佐ケ谷駅→高円寺陸橋→鍋屋横丁                      | 久本雅美                        | 最終目的地は中野坂上だったが、 鍋屋横丁の滞在時間が延びて途中で終了                                                                  |
| 167                                                                 | 1月26日 | （第132回の再編集版）                                      | 石野真子                        | |
| 168                                                                 | 2月2日  | 芝公園→虎ノ門→金杉橋→文化放送本社→品川駅                   | 山崎静代 （南海キャンディーズ） | 文化放送本社で生放送中の 『大竹まこと ゴールデンラジオ!』のエンディング部分に急遽出演 さらに社屋内で峰竜太、高田純次、浦沢直樹に遭遇 |
| 169                                                                 | 2月9日  | （第133回の再編集版）                                      | 森口博子                        | |
| 170                                                                 | 2月16日 | 二子玉川→楽天クリムゾンハウス→田園調布→新丸子駅→武蔵小杉駅 | 坂下千里子                      | 楽天クリムゾンハウスで三木谷浩史社長に面会し、 社員食堂でランチをご馳走してもらう                                                    |
| 171                                                                 | 2月23日 | （第93回の再編集版）                                       | 安田美沙子                      | |
| 3月1日は『阿川佐和子・檀ふみのお勉強になりました』 放送のため休止。 |         |                                                            |                                 | |
| 172                                                                 | 3月8日  | 有楽町駅→東京駅→人形町→浜町→月島                           | 和田アキ子                      | 浜町で明治座公演中の川中美幸、麻丘めぐみに突撃訪問                                                                                   |
| 173                                                                 | 3月15日 | （第128回の再編集版）                                      | 藤原紀香                        | |
| 3月22日は『森山良子と清水ミチコの音な旅』 放送のため休止。          |         |                                                            |                                 | |
| 174                                                                 | 3月29日 | （第138回の再編集版）                                      | 八木亜希子                      | |
| 175                                                                 | 4月5日  | 旧黒須銀行→ジョンソンタウン→飯能駅→名栗温泉                | 田中道子                        | |
| 176                                                                 | 4月12日 | （第136回の再編集版）                                      | 麻丘めぐみ                      | |
| 177                                                                 | 4月26日 | 成東駅→浪切不動尊→道の駅みのりの郷東金→東金駅→九十九里浜   | 羽野晶紀                        | |
| 178                                                                 | 5月3日  | （第140回の再編集版）                                      | 熊谷真実                        | |
| 179                                                                 | 5月10日 | （第105回の再編集版）                                      | 川中美幸                        | この回より徳光・田中がテレビ電話で出演し、近況報告やトークを挿入 また再編集部分もテレビ電話を使った取材に変更                        |
| 180                                                                 | 5月24日 | 特別編（2018年4月22日放送回）の再編集版                    | ギャル曽根 潮田玲子             | 80分拡大SP（14:00 - 16:25） 過去に三浦半島を訪問した複数回の名場面集も挿入                                                           |
| 181                                                                 | 5月31日 | （第145回の再編集版）                                      | 六平直政                        | |
| 182                                                                 | 6月14日 | （第143回の再編集版）                                      | 陣内孝則                        | |
| 183                                                                 | 6月21日 | （第146回の再編集版）                                      | 熊田曜子 佐藤エリ               | 過去に伊豆・箱根を訪問した複数回の名場面集も挿入                                                                                     |
| 184                                                                 | 6月28日 | （第77回の再編集版）                                       | 斉藤慶子                        | |
| 185                                                                 | 7月5日  | （第81回の再編集版）                                       | 滝沢沙織                        | この回より徳光・田中のテレビ電話の出演が無くなり、通常の再編集版として放送                                                           |
| 186                                                                 | 7月12日 | （第117回の再編集版）                                      | ピーター                        | |
| 187                                                                 | 7月19日 | （第85回の再編集版）                                       | 藤田ニコル                      | |
| 188                                                                 | 7月26日 | （第84回の再編集版）                                       | 笛木優子                        | |
| 189                                                                 | 8月2日  | 東京タワー→赤坂氷川神社→銀座→豊洲大橋                      | 氷川きよし                      | この回よりバスを貸切運行にして、ロケを再開                                                                                           |
| 190                                                                 | 8月9日  | （第149回の再編集版）                                      | 矢田亜希子                      | |
| 191                                                                 | 8月16日 | 国立競技場→阿佐ケ谷駅→ボートレース多摩川→東京地球農園      | 阿佐ヶ谷姉妹                    | |
| 192                                                                 | 8月30日 | （第119回の再編集版）                                      | 羽野晶紀                        | |
| 193                                                                 | 9月6日  | 大井ふ頭→野沢→西新井大師→一ツ家→葛西臨海公園               | かたせ梨乃                      | |
| 194                                                                 | 9月20日 | （第161回前半の再編集版）                                  | 真壁刀義                        | |
| 195                                                                 | 9月27日 | 高尾山→八王子カントリークラブ→滝山町→小比企町              | 松居直美                        | |

#### レギュラー版第4期（2020年10月4日〜2022年3月27日）
| 回  | 放送日   | ルート                                                              | ゲスト          | 備考                                                       |
| --- | -------- | ------------------------------------------------------------------- | --------------- | ---------------------------------------------------------- |
| 196 | 10月4日  | サザンビーチちがさき→大磯プリンスホテル→大山→平塚                   | 熊切あさ美      | この回より放送時間が16:15 - 17:25となる                    |
| 197 | 10月11日 | 渋谷→銀座→東京ミズマチ→ヒルトン東京お台場                           | 相田翔子        |                                                            |
| 198 | 10月25日 | （第160回の再編集版）                                               | 秋吉久美子      |                                                            |
| 199 | 11月8日  | 築地本願寺→高輪→相模大野駅→山下町→横浜中華街                        | 内田恭子        |                                                            |
| 200 | 11月22日 | （第166回の再編集版）                                               | 久本雅美        |                                                            |
| 201 | 11月29日 | ホテル一宮シーサイドオーツカ→一宮乗馬センター→焼はま街道→九十九里浜 | 松本明子        |                                                            |
| 202 | 12月6日  | 特別編（2019年1月2日放送回）3日目の再編集版                         | イルカ 中村雅俊 | 25分短縮（16:40 - 17:25） 再編集版では皆野より放送スタート |
| 203 | 12月13日 | 武蔵村山→東村山→狭山湖→青梅                                         | 山口もえ        |                                                            |

##### 2021年
| 回  | 放送日   | ルート                                                                    | ゲスト                                  | 備考 |
| --- | -------- | ------------------------------------------------------------------------- | --------------------------------------- | --- |
| 204 | 1月10日  | （第162回の再編集版）                                                     | 成田凌                                  | |
| 205 | 1月17日  | 目黒不動尊→八芳園→浅草→MEGAWEB→日本橋                                     | おのののか                              | |
| 206 | 1月24日  | （第168回の再編集版）                                                     | 山崎静代 （南海キャンディーズ）         | |
| 207 | 1月31日  | （第161回後半の再編集版）                                                 | 松嶋尚美                                | |
| 208 | 2月7日   | （第170回の再編集版）                                                     | 坂下千里子                              | |
| 209 | 2月14日  | （第172回の再編集版）                                                     | 和田アキ子                              | |
| 210 | 2月21日  | （第98回の再編集版）※2回目                                                | 椿鬼奴                                  | |
| 211 | 2月28日  | 特別編（2018年3月18日放送回）の再編集版 ※2回目                            | デヴィ・スカルノ 鈴木奈々 熊田曜子      | 再編集版では新小岩のロケシーンが ダイジェストのため、藤吉久美子の出演はなし |
| 212 | 3月7日   | （第175回の再編集版）                                                     | 田中道子                                | |
| 213 | 3月14日  | （第101回の再編集版）                                                     | 安めぐみ                                | |
| 214 | 3月21日  | （第138回の再編集版）※2回目                                               | 八木亜希子                              | |
| 215 | 3月28日  | （第141回の再編集版）                                                     | 今陽子                                  | |
| 216 | 4月4日   | 羽村→福生→大國魂神社→国分寺→羽田                                          | 加藤紀子                                | |
| 217 | 4月11日  | （第104回の再編集版）※2回目                                               | IMALU                                   | |
| 218 | 4月18日  | 東京湾観音→マザー牧場→鋸山→野島埼灯台                                     | 丘みどり                                | |
| 219 | 4月25日  | （第105回の再編集版）※2回目                                               | 川中美幸                                | |
| 220 | 5月2日   | 有明→豊洲→戸越→神楽坂→ホテル椿山荘東京                                    | 中山忍                                  | |
| 221 | 5月9日   | （第143回の再編集版）※2回目                                               | 陣内孝則                                | 55分繰り上げ15分短縮（15:20 - 16:15） |
| 222 | 5月16日  | （第110回の再編集版）※2回目                                               | 長嶋一茂                                | |
| 223 | 5月23日  | 西東京バス青梅営業所→日向和田→古里→沢井→奥多摩湖                          | 小島奈津子                              | |
| 224 | 6月6日   | 築地→帝国ホテル→銀座→上野→有明→東京ゲートブリッジ                         | 中川翔子                                | |
| 225 | 6月13日  | （第125回の再編集版）                                                     | 阿佐ヶ谷姉妹                            | 10分拡大（16:05 - 17:25） ただし、本放送（第125回）は拡大90分での放送 |
| 226 | 6月20日  | 京王バス桜ヶ丘営業所→高幡不動尊→深大寺→仙川→三鷹                          | 岩崎ひろみ                              | |
| 227 | 6月27日  | （第113回の再編集版）※2回目                                               | 天童よしみ                              | |
| 228 | 7月4日   | 湯島天神→浅草→人形町→東日暮里→梅田→北千住                                 | 五木ひろし                              | |
| 229 | 7月11日  | 明治記念館→四ツ谷→太田プロダクション本社→水道橋→錦糸町→亀戸→市川          | 栗原恵                                  | 太田プロダクション本社で松村邦洋に遭遇し、 KBCラジオのPAO〜Nのオープニング部分に急遽出演 |
| 230 | 7月18日  | （第116回の再編集版）※2回目                                               | 田中道子                                | |
| 231 | 8月1日   | 總持寺→横浜市中央卸売市場→保土ケ谷→サカタのタネ本社→センター北駅          | 坂下千里子                              | 横浜市中央卸売市場で出川哲朗の実家を突撃訪問 |
| 232 | 8月8日   | （第119回の再編集版）※2回目                                               | 羽野晶紀                                | |
| 233 | 8月15日  | ホテル葉山館→逗子→鎌倉→長谷寺                                             | 真壁刀義                                | 15分拡大（16:00 - 17:25） |
| 234 | 8月29日  | （第154回の再編集版）                                                     | 大場久美子                              | |
| 235 | 9月5日   | （第121回の再編集版）                                                     | 鈴木紗理奈                              | |
| 236 | 9月12日  | 小田原競輪場→小田原漁港→湯河原→星ヶ山公園                                 | 戸田恵子                                | 20分拡大（15:55 - 17:25） |
| 237 | 9月19日  | 入間川河川敷→川島→川越→狭山→サイボク                                      | 近藤春菜 （ハリセンボン）               | |
| 238 | 9月26日  | （第152回の再編集版）                                                     | 平野レミ                                | |
| 239 | 10月3日  | （第127回の再編集版）※2回目                                               | 十朱幸代                                | ただし、1回目の再編集版は関東ローカルでの放送（第163回） |
| 240 | 10月10日 | 十条駅→飛鳥山公園→板橋本町→谷原→成増→練馬区役所                           | 高橋みなみ                              | |
| 241 | 10月24日 | 茅ヶ崎漁港→綾瀬→海老名→厚木→飯山観音 長谷寺                               | 石原良純                                | 15分拡大（16:00 - 17:25） 最終目的地は宮ヶ瀬ダムだったが、日没のため長谷寺へ変更 ただし、本放送は前番組のzozoチャンピオンシップゴルフの放送延長により、約28分カットで放送 その後、11月14日の「サンデープレゼント」枠にて完全版を改めて放送 |
| 241 | 11月14日 | 茅ヶ崎漁港→綾瀬→海老名→厚木→飯山観音 長谷寺                               | 石原良純                                | 15分拡大（16:00 - 17:25） 最終目的地は宮ヶ瀬ダムだったが、日没のため長谷寺へ変更 ただし、本放送は前番組のzozoチャンピオンシップゴルフの放送延長により、約28分カットで放送 その後、11月14日の「サンデープレゼント」枠にて完全版を改めて放送 |
| 242 | 11月7日  | 港南大橋→麻布十番→洗足→外苑前→自由が丘                                    | 由紀さおり                              | 20分拡大（15:55 - 17:25） 最終目的地は鶴見だったが、徳光の気まぐれにより途中で終了 |
| 243 | 11月21日 | 成田市さくらの山→成田山→印旛沼→佐倉きのこ園                               | 梅宮アンナ                              | |
| 244 | 11月28日 | （第128回の再編集版）※2回目                                               | 藤原紀香                                | |
| 245 | 12月5日  | （第130回の再編集版）※2回目                                               | 雛形あきこ                              | |
| 246 | 12月26日 | うみかぜ公園→東叶神社・西叶神社→浦賀の渡し→久里浜→横須賀中央駅→金沢動物園 | 井上咲楽                                | |
| 247 | 12月31日 | 特別編（2019年1月2日放送回）1日目の再編集版                               | 藤田ニコル 加藤一二三 池田美優 トミタ栞 | 金曜日7:00 - 8:00枠にて放送 関東ローカルでの放送 |

##### 2022年
| 回  | 放送日  | ルート                                                                | ゲスト                    | 備考                                 |
| --- | ------- | --------------------------------------------------------------------- | ------------------------- | ------------------------------------ |
| 248 | 1月9日  | （第132回の再編集版）※2回目                                           | 石野真子                  |                                      |
| 249 | 1月16日 | （第133回の再編集版）※2回目                                           | 森口博子                  |                                      |
| 250 | 1月23日 | （第136回の再編集版）※2回目                                           | 麻丘めぐみ                |                                      |
| 251 | 1月30日 | よみうりランド→読売ジャイアンツ球場→生田→向ヶ丘遊園→桜丘→代々木八幡駅 | 榊原郁恵                  |                                      |
| 252 | 2月6日  | （第170回の再編集版）※2回目                                           | 坂下千里子                |                                      |
| 253 | 2月13日 | （第141回の再編集版）※2回目                                           | 今陽子                    |                                      |
| 254 | 2月20日 | テレビ東京本社→日経虎ノ門別館→豊川稲荷東京別院→青山→白金              | 薬丸裕英                  |                                      |
| 255 | 2月27日 | 太東海浜広場→玉前神社→九十九里町→匝瑳市→刑部岬                        | 水森かおり                | 田中律子は体調不良のため、出演は無し |
| 256 | 3月6日  | （第172回の再編集版）※2回目                                           | 和田アキ子                |                                      |
| 257 | 3月13日 | 京浜島→HANEDA INNOVATION CITY→蒲田→池上→田園調布                      | 大久保佳代子 （オアシズ） |                                      |
| 258 | 3月20日 | （第175回の再編集版）※2回目                                           | 田中道子                  |                                      |
| 259 | 3月27日 | 横浜駅→和田町→相澤良牧場→大和→海老名SA                                | 高島礼子                  |                                      |

#### レギュラー版第5期（2022年4月3日〜）

##### 2022年
| 回  | 放送日   | ルート                                                                           | ゲスト                                  | 備考                                                                                              |
| --- | -------- | -------------------------------------------------------------------------------- | --------------------------------------- | ------------------------------------------------------------------------------------------------- |
| 260 | 4月3日   | （第177回の再編集版）                                                            | 羽野晶紀                                | この回より放送時間が15:20 - 16:30となる                                                           |
| 261 | 4月10日  | 大宮けんぽグラウンド→川越→所沢→新秋津駅→八坂駅                                   | 相田翔子                                |                                                                                                   |
| 262 | 4月17日  | （第216回の再編集版）                                                            | 加藤紀子                                | 放送時間変更（16:15 - 17:25）                                                                     |
| 263 | 4月24日  | 谷中→本郷→神田→向島→菊川                                                         | 藤あや子                                | 放送時間変更（16:15 - 17:25）                                                                     |
| 264 | 5月1日   | （第145回の再編集版）※2回目                                                      | 六平直政                                |                                                                                                   |
| 265 | 5月8日   | 早稲田大学→東京カテドラル聖マリア大聖堂→麴町→神楽坂→高田馬場                     | 八木亜希子                              |                                                                                                   |
| 266 | 5月15日  | （第218回の再編集版）                                                            | 丘みどり                                |                                                                                                   |
| 267 | 5月22日  | 新宿駅西口→代々木八幡駅→経堂駅→キユーピーマヨテラス→祖師ヶ谷大蔵駅→成城学園前駅  | 渡辺徹                                  | 放送時間変更（16:15 - 17:25）                                                                     |
| 268 | 6月5日   | （第152回の再編集版）※2回目                                                      | 平野レミ                                |                                                                                                   |
| 269 | 6月12日  | （第226回の再編集版）                                                            | 岩崎ひろみ                              |                                                                                                   |
| 270 | 6月19日  | 井の頭公園→吉祥寺駅→深大寺→千歳烏山駅→都立大学駅                                 | 小倉久寛                                | 都立大学駅で熱海五郎一座の稽古場を突撃訪問し、 三宅裕司、渡辺正行、ラサール石井、浅野ゆう子に遭遇 |
| 271 | 6月26日  | 中野サンプラザ→堀越高校→渋谷→御茶ノ水→湯島→上野                                  | 野口五郎 岩崎宏美                       | 放送時間変更（16:15 - 17:25）                                                                     |
| 272 | 7月3日   | （第154回の再編集版）※2回目                                                      | 大場久美子                              |                                                                                                   |
| 273 | 7月10日  | （第155回の再編集版）                                                            | 伊藤かずえ                              | 放送時間変更（16:15 - 17:25）                                                                     |
| 274 | 7月17日  | 小田原駅→小田原フラワーガーデン→早川港→鈴廣かまぼこの里→根府川→小田原駅          | 増田恵子                                |                                                                                                   |
| 275 | 7月24日  | （第153回の再編集版）                                                            | 若槻千夏                                |                                                                                                   |
| 276 | 7月31日  | 門前仲町→大島→新小岩→立石→砂町銀座→浦安                                          | 森泉                                    |                                                                                                   |
| 277 | 8月7日   | 勝鬨橋→築地→押上→向島→浅草                                                       | 高橋尚子                                | 放送時間変更（16:15 - 17:25）                                                                     |
| 278 | 8月14日  | （第156回の再編集版）                                                            | 中村静香                                |                                                                                                   |
| 279 | 8月21日  | 玉川上水→国立音楽大学→ららぽーと立川立飛→東京競馬場→立川駅                       | 岡本知高                                | 放送時間変更（16:15 - 17:25）                                                                     |
| 280 | 9月4日   | （第158回の再編集版）                                                            | 勝村政信                                |                                                                                                   |
| 281 | 9月11日  | サザンビーチ→寒川神社→厚木→相模原                                                | 肥後克広・寺門ジモン （ダチョウ俱楽部） | 放送時間変更（15:55 - 17:25）                                                                     |
| 282 | 9月18日  | 六本木ヒルズ→東京タワー→銀座→原宿キデイランド→渋谷→代々木公園                    | はいだしょうこ                          | 放送時間変更（16:15 - 17:25）                                                                     |
| 283 | 9月25日  | （第160回の再編集版）※2回目                                                      | 秋吉久美子                              |                                                                                                   |
| 284 | 10月2日  | （第87回の再編集版）※2回目                                                       | 松本明子                                |                                                                                                   |
| 285 | 10月9日  | 皇居→区営千鳥ヶ淵ボート場→神保町→日比谷→明治大学→下北沢                          | 三宅裕司                                | 放送時間変更（16:15 - 17:25）                                                                     |
| 286 | 10月23日 | 東急プラザ蒲田→下丸子→多摩川浅間神社→西小山→目黒                                 | 大島美幸 （森三中）                     | 放送時間変更（16:15 - 17:25）                                                                     |
| 287 | 10月30日 | （第240回の再編集版）                                                            | 高橋みなみ                              | 放送時間変更（14:50 - 16:00）                                                                     |
| 288 | 11月6日  | 渋谷公会堂→代官山→代田橋駅→世田谷→ヤマダ電機東京本店→千歳烏山                    | 浅野ゆう子                              | 放送時間変更（15:55 - 17:25） 代官山でランチ中に石原伸晃に遭遇                                    |
| 289 | 11月13日 | （第241回の再編集版）                                                            | 石原良純                                | 放送時間変更（14:50 - 16:00）                                                                     |
| 290 | 11月20日 | （第242回の再編集版）                                                            | 由紀さおり                              |                                                                                                   |
| 291 | 11月27日 | 日産スタジアム→師岡熊野神社→吉野町→横浜中華街→本牧→馬車道→横浜ランドマークタワー | 松木安太郎 平祐奈                       | 放送時間変更（15:30 - 17:00）                                                                     |
| 292 | 12月4日  | （第243回の再編集版）                                                            | 梅宮アンナ                              |                                                                                                   |
| 293 | 12月11日 | （第246回の再編集版）                                                            | 井上咲楽                                | 放送時間変更（14:55 - 16:00）                                                                     |
| 294 | 12月25日 | 川越水上公園→川越熊野神社→小江戸川越→越谷レイクタウン                            | 島崎遥香                                | 放送時間変更（16:15 - 17:25） 最終目的地は蒲生だったが、皆既月食の観賞を優先したため、途中で終了  |

##### 2023年
| 回  | 放送日   | ルート                                                                   | ゲスト                                             | 備考                                                                                                   |
| --- | -------- | ------------------------------------------------------------------------ | -------------------------------------------------- | --- |
| 295 | 1月8日   | （第203回の再編集版）                                                    | 山口もえ                                           | 放送時間変更（16:15 - 17:25）                                                                          |
| 296 | 1月15日  | （第205回の再編集版）                                                    | おのののか                                         | 放送時間変更（16:15 - 17:25）                                                                          |
| 297 | 1月22日  | 丸子橋→日吉→綱島→IKEA港北→武蔵小杉                                       | 飯島直子                                           | 放送時間変更（16:15 - 17:25）                                                                          |
| 298 | 1月29日  | （第254回の再編集版）                                                    | 薬丸裕英                                           | 放送時間変更（16:15 - 17:25）                                                                          |
| 299 | 2月5日   | （第255回の再編集版）                                                    | 水森かおり                                         | 放送時間変更（16:15 - 17:25）                                                                          |
| 300 | 2月12日  | 立川駅→東大和アイススケートセンター→国立→吉祥寺→西荻窪                   | 村上佳菜子                                         | 放送時間変更（16:15 - 17:25）                                                                          |
| 301 | 2月19日  | （第257回の再編集版）                                                    | 大久保佳代子 （オアシズ）                          | 放送時間変更（16:15 - 17:25）                                                                          |
| 302 | 2月26日  | 乃木神社→東京ミッドタウン→上大崎→麴町→銀座→赤坂                          | 伊東ゆかり                                         | 放送時間変更（16:15 - 17:25）                                                                          |
| 303 | 3月5日   | （第177回の再編集版）※2回目                                              | 羽野晶紀                                           | 放送時間変更（16:15 - 17:25）                                                                          |
| 304 | 3月12日  | 隅田川→東陽町→池袋→東武練馬→西武ゆうえんち→ベルーナドーム                | 松坂大輔                                           | 10周年SP（14:50 - 16:30）                                                                              |
| 305 | 3月19日  | 四谷→古賀政男音楽記念館→幡ヶ谷→代々木八幡→東京タワー                     | 小林幸子                                           | |
| 306 | 3月26日  | （第175回の再編集版）※3回目                                              | 田中道子                                           | 放送時間変更（16:15 - 17:25）                                                                          |
| 307 | 4月2日   | （第261回の再編集版）                                                    | 相田翔子                                           | 放送時間変更（16:15 - 17:25）                                                                          |
| 308 | 4月9日   | 千鳥ヶ淵→神保町→銀座→東京ドーム→恵比寿→三軒茶屋                          | 織田信成                                           | |
| 309 | 4月16日  | （第267回の再編集版）                                                    | 渡辺徹                                             | 放送時間変更（16:15 - 17:25） 冒頭、徳光が昨年11月逝去した渡辺徹へ追悼の意を述べるシーンが挿入された。 |
| 310 | 4月23日  | 代官山→中目黒→三宿→自由が丘                                              | 早見優                                             | 放送時間変更（16:15 - 17:25）                                                                          |
| 311 | 4月30日  | （第263回の再編集版）                                                    | 藤あや子                                           | 放送時間変更（16:15 - 17:25）                                                                          |
| 312 | 5月7日   | （第265回の再編集版）                                                    | 八木亜希子                                         | |
| 313 | 5月14日  | 豊顕寺→運河パーク→桜木町→馬車道→黄金町                                   | 内藤剛志                                           | 放送時間変更（16:15 - 17:25）                                                                          |
| 314 | 5月21日  | 六郷橋→川崎駅→新丸子駅→武蔵新城駅→溝口                                   | 名倉潤 （ネプチューン）                            | 放送時間変更（16:15 - 17:25）                                                                          |
| 315 | 6月4日   | お宮の松→熱海→初島→熱海                                                  | 佐藤B作・あめくみちこ夫妻                          | 放送時間変更（16:15 - 17:25）                                                                          |
| 316 | 6月11日  | （第270回の再編集版）                                                    | 小倉久寛                                           | 放送時間変更（16:15 - 17:25）                                                                          |
| 317 | 6月18日  | 琵琶島神社→野島公園→鷹取山→逗子→鎌倉                                     | 野口健                                             | 放送時間変更（16:15 - 17:25）                                                                          |
| 318 | 6月25日  | （第228回の再編集版）                                                    | 五木ひろし                                         | 放送時間変更（16:15 - 17:25）                                                                          |
| 319 | 7月2日   | （第229回の再編集版）                                                    | 栗原恵                                             | 放送時間変更（16:15 - 17:25）                                                                          |
| 320 | 7月9日   | 向島百花園→浅草→東京スカイツリー→日本橋→銀座                             | 名取裕子                                           | 放送時間変更（16:15 - 17:25）                                                                          |
| 321 | 7月16日  | （第276回の再編集版）                                                    | 森泉                                               | |
| 322 | 7月23日  | 沼津市立第五中学校→沼津港→沼津→三嶋大社→三島                             | 岩崎恭子                                           | 放送時間変更（16:15 - 17:25）                                                                          |
| 323 | 7月30日  | 小石川後楽園→飯田橋→東京大神宮→新宿→協栄ボクシングジム→代田橋駅→高円寺駅 | 具志堅用高                                         | |
| 324 | 8月6日   | （第277回の再編集版）                                                    | 高橋尚子                                           | 放送時間変更（16:15 - 17:25）                                                                          |
| 325 | 8月13日  | （第279回の再編集版）                                                    | 岡本知高                                           | |
| 326 | 8月20日  | 船堀→西葛西→平井→小岩→北千住                                             | 島津亜矢                                           | 放送時間変更（16:15 - 17:25）                                                                          |
| 327 | 9月3日   | （第281回の再編集版）                                                    | 肥後克広・寺門ジモン （ダチョウ俱楽部）            | |
| 328 | 9月10日  | 浅草→上野→六本木→有楽町駅→銀座→恵比寿                                    | 堺正章                                             | 10周年記念SP（15:55 - 17:25） 銀座のライブハウスにてザ・ワイルドワンズと堺がセッションを披露           |
| 329 | 9月17日  | （第282回の再編集版）                                                    | はいだしょうこ                                     | |
| 330 | 9月24日  | 新宿→代々木八幡駅→下北沢→豪徳寺→目黒駅                                   | 鈴木浩介                                           | 放送時間変更（16:15 - 17:25）                                                                          |
| 331 | 10月1日  | （第285回の再編集版）                                                    | 三宅裕司                                           | |
| 332 | 10月8日  | 日暮里駅→アメヤ横丁→浜町→水天宮→門前仲町→亀戸                            | 吉幾三 真田ナオキ                                  | 放送時間拡大（14:50 - 16:30） 浜町で明治座公演中の純烈に突撃訪問                                       |
| 333 | 10月15日 | （第286回の再編集版）                                                    | 大島美幸 （森三中）                                | 放送時間変更（14:50 - 16:00）                                                                          |
| 334 | 10月22日 | 新宿駅東口→高田馬場→高円寺駅→梅ヶ丘駅→三軒茶屋                           | なすなかにし                                       | 放送時間変更（16:00 - 17:25）                                                                          |
| 335 | 11月5日  | 北鎌倉駅→円覚寺→小町通り→材木座→銭洗弁財天→関谷→藤沢駅                   | 吉瀬美智子                                         | 放送時間変更（15:55 - 17:25）                                                                          |
| 336 | 11月19日 | 下北沢→宮の坂駅→世田谷駅→松陰神社前駅→若林→恵比寿                        | 三倉茉奈・三倉佳奈                                 | 放送時間変更（16:00 - 17:25） 下北沢でザ・スパイダースの前田富雄に再会                                 |
| 337 | 11月26日 | 今戸神社→神田→銀座→高輪→五反田                                           | 山崎静代 （南海キャンディーズ）                    | |
| 338 | 12月3日  | （第300回の再編集版）                                                    | 村上佳菜子                                         | |
| 339 | 12月10日 | （第288回の再編集版）                                                    | 浅野ゆう子                                         | 放送時間変更（14:50 - 16:00）                                                                          |
| 340 | 12月17日 | 片瀬海岸→稲村ヶ崎→逗子→横須賀ドブ板通り→浦賀→三浦海岸                    | 土屋アンナ                                         | |
| 341 | 12月31日 | 特別編（2019年6月16日放送回）の再編集版※2回目                            | マツコ・デラックス ミッツ・マングローブ 村上佳菜子 | 日曜日10:00 - 11:50枠にて放送 関東ローカルでの放送                                                     |

##### 2024年
| 回  | 放送日   | ルート                                                       | ゲスト                                       | 備考                                                                                      |
| --- | -------- | ------------------------------------------------------------ | -------------------------------------------- | ----------------------------------------------------------------------------------------- |
| 342 | 1月7日   | （第297回の再編集版）                                        | 飯島直子                                     |                                                                                           |
| 343 | 1月14日  | （第246回の再編集版）※2回目                                  | 井上咲楽                                     |                                                                                           |
| 344 | 1月21日  | （第254回の再編集版）※2回目                                  | 薬丸裕英                                     | 放送時間変更（16:15 - 17:25）                                                             |
| 345 | 1月28日  | 小田原城→小田原市立白鴎中学校→小田原かまぼこ通り→小田原      | 柳沢慎吾                                     | 放送時間変更（16:15 - 17:25） 小田原かまぼこ通りで丘みつ子に遭遇                          |
| 346 | 2月4日   | （第251回の再編集版）                                        | 榊原郁恵                                     |                                                                                           |
| 347 | 2月11日  | （第255回の再編集版）※2回目                                  | 水森かおり                                   | 放送時間変更（16:15 - 17:25）                                                             |
| 348 | 2月18日  | 新井薬師梅照院→野方→中野富士見町→幡ヶ谷→表参道→渋谷          | 岩城滉一                                     | 放送時間変更（16:15 - 17:25）                                                             |
| 349 | 2月25日  | 乃木神社→赤坂→有明→豊洲→大丸東京店→代々木上原                | 松村沙友理                                   | 放送時間変更（16:15 - 17:25） 乃木神社で山田美保子に遭遇                                  |
| 350 | 3月3日   | 特別編（2023年1月2日放送回）前半の再編集版                   | 松本明子 森口博子 島崎和歌子                 | 放送時間拡大（15:20 - 17:25）                                                             |
| 351 | 3月10日  | （第302回の再編集版）                                        | 伊東ゆかり                                   | 放送時間変更（16:15 - 17:25）                                                             |
| 352 | 3月17日  | 深川不動堂→森下→亀戸駅→江戸川区鹿骨→新小岩駅→亀有駅→浅草     | 王林                                         | 放送時間拡大（15:20 - 17:25）                                                             |
| 353 | 3月24日  | （第304回の再編集版）                                        | 松坂大輔                                     | 放送時間変更・短縮（16:15 - 17:25）                                                       |
| 354 | 3月31日  | 川崎駅→妙蓮寺駅→横浜赤レンガ倉庫→横浜ワールドポーターズ→元町 | 高城れに・佐々木彩夏 （ももいろクローバーZ） | 放送時間変更（16:15 - 17:25）                                                             |
| 355 | 4月7日   | （第305回の再編集版）                                        | 小林幸子                                     | 放送時間変更（16:15 - 17:25）                                                             |
| 356 | 4月14日  | （第308回の再編集版）                                        | 織田信成                                     |                                                                                           |
| 357 | 4月21日  | 狛江→調布→深大寺→分倍河原→東郷寺                             | ハリセンボン                                 | コンビでは初出演                                                                          |
| 358 | 4月28日  | （第310回の再編集版）                                        | 早見優                                       |                                                                                           |
| 359 | 5月5日   | 江戸川公園→神楽坂→浅草→蔵前→代々木駅→六本木                  | 渡辺正行 松下由樹                            |                                                                                           |
| 360 | 5月12日  | （第313回の再編集版）                                        | 内藤剛志                                     |                                                                                           |
| 361 | 5月19日  | 塚山公園→千歳烏山駅→仙川駅→柴崎駅→國領神社                   | 中尾ミエ                                     |                                                                                           |
| 362 | 6月2日   | （第314回の再編集版）                                        | 名倉潤 （ネプチューン）                      |                                                                                           |
| 363 | 6月9日   | （第315回の再編集版）                                        | 佐藤B作・あめくみちこ夫妻                    |                                                                                           |
| 364 | 6月16日  | 中野駅→阿佐ケ谷駅→荻窪駅→西荻窪駅→阿佐ケ谷駅                 | 角野卓造                                     |                                                                                           |
| 365 | 6月23日  | （第317回の再編集版）                                        | 野口健                                       |                                                                                           |
| 366 | 6月30日  | 洗足池公園→自由が丘駅→都立大学駅→学芸大学駅→中目黒駅         | 坂本冬美                                     |                                                                                           |
| 367 | 7月7日   | （第320回の再編集版）                                        | 名取裕子                                     |                                                                                           |
| 368 | 7月14日  | 飯倉交差点→麻布十番→六本木→渋谷                              | 中山秀征                                     |                                                                                           |
| 369 | 7月21日  | 単発放送（夫婦で夏休みスペシャル3）の再編集版 ※2回目         | 中尾彬・池波志乃夫妻                         | 冒頭、徳光が5月逝去した中尾彬へ追悼の意を述べるシーンが挿入された。                       |
| 370 | 7月28日  | 高輪→芝→大塚→お台場→赤坂                                     | 関根勤                                       | 大塚で神取忍のプロレス道場を訪問 赤坂のショーパブでものまねタレントのJPがものまね芸を披露 |
| 371 | 8月11日  | 小野神社→多摩センター→八王子市（大和田町、小比企町）→高尾山  | 本田望結                                     |                                                                                           |
| 372 | 8月18日  | （第323回の再編集版）                                        | 具志堅用高                                   |                                                                                           |
| 373 | 8月25日  | 東京駅→日本橋→横山町→小伝馬町→早稲田→神楽坂                  | 室井滋                                       | 横山町でドラマ撮影中の渡辺翔太（Snow Man）に遭遇                                          |
| 374 | 9月15日  | 銀座→蔵前→浅草→原宿→愛宕山→銀座                              | 美川憲一                                     |                                                                                           |
| 375 | 9月22日  | （第328回の再編集版）                                        | 堺正章                                       |                                                                                           |
| 376 | 9月29日  | 芝公園→東京タワー→虎ノ門ヒルズ→神保町→日比谷→有楽町→赤坂     | 岡田紗佳                                     |                                                                                           |
| 377 | 10月6日  | 豊洲公園→豊洲市場→平和島→糀谷→蒲田                           | 和田アキ子                                   |                                                                                           |
| 378 | 10月20日 | （第330回の再編集版）                                        | 鈴木浩介                                     |                                                                                           |
| 379 | 11月3日  | 松陰神社→立教女学院→東高円寺→銀座→永田町                     | 和田明日香                                   |                                                                                           |
| 380 | 11月24日 | （第332回の再編集版）                                        | 吉幾三 真田ナオキ                            |                                                                                           |
| 381 | 12月1日  | 拝島大師→八王子→相模原→八王子                                | 笹野高史                                     |                                                                                           |
| 382 | 12月15日 | 西麻布→渋谷→祐天寺→自由が丘→駒場                             | 萬田久子                                     |                                                                                           |
| 383 | 12月22日 | （第335回の再編集版）                                        | 吉瀬美智子                                   | 放送時間変更（13:55 - 14:55）                                                             |

##### 2025年
| 回  | 放送日    | ルート                                              | ゲスト                                       | 備考                          |
| --- | --------- | --------------------------------------------------- | -------------------------------------------- | ----------------------------- |
| 384 | 1月12日   | （第334回の再編集版）                               | なすなかにし                                 |                               |
| 385 | 1月19日   | （第340回の再編集版）                               | 土屋アンナ                                   |                               |
| 386 | 1月26日   | 鵠沼海岸→大船→戸塚→菖蒲沢→藤沢                      | 松本明子                                     |                               |
| 387 | 2月2日    | （第345回の再編集版）                               | 柳沢慎吾                                     |                               |
| 388 | 2月9日    | 松陰神社前→代々木上原→中野坂上→目白→高田馬場→代々木 | 小倉久寛 戸田恵子                            |                               |
| 389 | 2月16日   | （第348回の再編集版）                               | 岩城滉一                                     |                               |
| 390 | 2月23日   | 天王町→みなとみらい→砧→用賀                         | 中村雅俊                                     | 放送時間変更（16:15 - 17:25） |
| 391 | 3月2日    | （第352回の再編集版）                               | 王林                                         |                               |
| 392 | 3月9日    | 巣鴨→椎名町→渋谷→原宿→麻布十番                      | コロッケ                                     |                               |
| 393 | 3月16日   | 特別編（2024年4月2日放送回）の再編集版              | 堺正章                                       |                               |
| 394 | 3月23日   | 富岡八幡宮→赤坂→成城→駒沢                           | 岩崎宏美・岩崎良美姉妹                       |                               |
| 395 | 3月30日   | （第354回の再編集版）                               | 高城れに・佐々木彩夏 （ももいろクローバーZ） |                               |
| 396 | 4月13日   | 砂町銀座商店街→浅草→かっぱ橋→人形町→竹橋            | 山内惠介                                     |                               |
| 397 | 4月20日   | （第357回の再編集版）                               | ハリセンボン                                 |                               |
| 398 | 5月4日    | （第359回の再編集版）                               | 渡辺正行 松下由樹                            |                               |
| 399 | 5月11日   | 草加→流山→柏                                        | 純烈                                         |                               |
| 400 | 5月18日   | 等々力不動尊→奥沢→目黒→日本橋→浅草                  | 三宅裕司 東貴博                              |                               |
| 401 | 5月25日   | （第361回の再編集版）                               | 中尾ミエ                                     |                               |
| 402 | 6月1日    | （第313回の再編集版）※2回目                         | 内藤剛志                                     | 放送時間変更（14:50 - 16:00） |
| 403 | 6月8日    | 豊崎美らSUNビーチ→国際通り→那覇→恩納村→残波岬       | 中越典子                                     |                               |
| 404 | 6月14日   | グランドメルキュール沖縄残波岬リゾート→恩納村→名護  | 国仲涼子                                     |                               |
| 405 | 6月22日   | （第364回の再編集版）                               | 角野卓造                                     | 放送時間変更（14:50 - 16:00） |
| 406 | 6月29日   | （第366回の再編集版）                               | 坂本冬美                                     |                               |
| 407 | 7月6日    | 所沢聖地霊園→新所沢→狭山→川越                       | 赤井英和                                     |                               |
| 408 | 7月13日   | （第368回の再編集版）                               | 中山秀征                                     |                               |
| 409 | 7月20日   | 日本橋→門前仲町→蔵前→人形町                         | 入江陵介                                     |                               |
| 410 | 7月27日   | （第370回の再編集版）                               | 関根勤                                       |                               |
| 411 | 8月3日    | 高円寺→中野→吉祥寺→荻窪                             | イルカ                                       |                               |
| 412 | 8月10日   | （第371回の再編集版）                               | 本田望結                                     |                               |
| 413 | [[8月17日 | 葛西→錦糸町→清澄白河→銀座                           | 岡本真夜                                     |                               |
| 414 | 8月24日   | （第323回の再編集版）※2回目                         | 具志堅用高                                   |                               |

### 特別編

#### 2016年
| 放送タイトル                                         | 放送日時                    | ルート                                     | ゲスト                                                                                | 備考                                                                                                 |
| ---------------------------------------------------- | --------------------------- | ------------------------------------------ | ------------------------------------------------------------------------------------- | --- |
| 2016新春 東京箱根間片道バス乗り継ぎSP                | 1月2日（土） 13:00 - 18:00  | 築地→蒲田→川崎→横浜→ 鎌倉→藤沢→小田原→箱根 | スザンヌ親子 はなわ夫妻 中川家 石井一久・木佐彩子夫妻 大鶴義丹・李麗仙親子 志生野温夫 | テレビ朝日、 愛媛朝日テレビ、 山口朝日放送 鹿児島放送のみ放送 志生野はゴール地の宴会シーンのみの出演 |
| 徳さん&（秘）美女たち 春の箱根・熱海・南伊豆を制覇SP | 4月10日（日） 20:58 - 23:10 | 熱海→元箱根→三島→ 伊豆長岡→修善寺→下田     | 羽田美智子 武田久美子 かとうれいこ 高島礼子 高岡早紀                                  | 日曜エンターテインメント枠で全国ネット                                                               |

#### 2017年
| 放送タイトル                                             | 放送日時                     | ルート                                                                  | ゲスト                                                                                                  | 備考                                                                                                |
| -------------------------------------------------------- | ---------------------------- | ----------------------------------------------------------------------- | --- | --------------------------------------------------------------------------------------------------- |
| 2017新春 人気アスリート集結 東京箱根間片道バス乗り継ぎSP | 1月2日（月） 13:00 - 18:00   | 築地→目黒不動尊→大井町→ 野毛→上大岡→大船→ 北鎌倉→鎌倉→平塚→ 小田原→箱根 | 佐々木主浩 小椋久美子 把瑠都 山崎静代 （南海キャンディーズ） 三宅宏実 古田敦也 篠原信一 田中雅美 草野仁 | テレビ朝日、 愛媛朝日テレビ、 山口朝日放送、 鹿児島放送のみ放送 草野はゴール地の宴会シーンでVTR出演 |
| 路線バスで寄り道の旅 ×じゅん散歩SP                       | 12月17日（日） 18:57 - 21:00 | 東中野→新宿→渋谷 →五反田→大井町→大森                                    | 高田純次                                                                                                | 全国ネット                                                                                          |

#### 2018年
| 放送タイトル                                               | 放送日時                     | ルート                                                                    | ゲスト                                                            | 備考 |
| ---------------------------------------------------------- | ---------------------------- | ------------------------------------------------------------------------- | ----------------------------------------------------------------- | --- |
| 2018新春 箱根発!東海道バス乗継ぎSP                         | 1月2日（火） 13:00 - 18:00   | 箱根湯本→沼津→富士→静岡駅 →岡部町→焼津→西焼津→浜松駅 →浜松→佐久米→栄→熱田 | 藤田ニコル 田中美佐子 森昌子 篠原ともえ 高橋真麻 デヴィ・スカルノ | テレビ朝日、 愛媛朝日テレビ、 山口朝日放送、 鹿児島放送のみ放送                                                                  |
| 徳さんがデヴィ夫人を 上野・浅草・新小岩で 接待いたしますSP | 3月18日（日） 18:56 - 19:58  | 上野→秋葉原→浅草→新小岩→小岩                                              | デヴィ・スカルノ 鈴木奈々 熊田曜子 藤吉久美子                     | 全国ネット 上野で別番組 ロケ中の金子貴俊に遭遇                                                                                   |
| 徳さん&ギャル曽根 “春の三浦半島グルメ"食べ尽くしSP         | 4月22日（日） 18:56 - 20:54  | 城ヶ島→三崎港→ソレイユの丘→横須賀中央駅→京急田浦                          | ギャル曽根 潮田玲子                                               | 全国ネット |
| 路線バスで寄り道の旅 ×じゅん散歩SP                         | 11月18日（日） 18:30 - 20:54 | 小岩→船堀駅→ボートレース江戸川→秋葉原 →明治大学駿河台キャンパス→中目黒    | 高田純次                                                          | 全国ネット 小岩の病院を訪問中にボビーオロゴン親子に遭遇、 秋葉原のメイドカフェから帰る途中にたかし（トレンディエンジェル）と遭遇 |

#### 2019年
| 放送タイトル                                          | 放送日時                    | ルート                                                                   | ゲスト                                                                      | 備考       |
| ----------------------------------------------------- | --------------------------- | ------------------------------------------------------------------------ | --------------------------------------------------------------------------- | ---------- |
| 2019新春 埼玉を大横断SP                               | 1月2日（水） 13:00 - 18:00  | さいたま新都心→大宮氷川神社→川越→熊谷 →深谷→寄居→児玉→皆野→長瀞→秩父神社 | 藤田ニコル 加藤一二三 池田美優 トミタ栞 西田ひかる 藤あや子 イルカ 中村雅俊 |            |
| 〜マツコと一緒に! ミッツ&佳菜子も… 東京下町珍道中SP〜 | 6月16日（日） 18:30 - 20:54 | 上野→錦糸町駅→ボートレース江戸川→新小岩→小岩駅→今井                      | マツコ・デラックス ミッツ・マングローブ 村上佳菜子                          | 全国ネット |

#### 2020年
| 放送タイトル                                | 放送日時                    | ルート                                                                             | ゲスト   | 備考       |
| ------------------------------------------- | --------------------------- | ---------------------------------------------------------------------------------- | -------- | ---------- |
| 路線バスで寄り道の旅 ×じゅん散歩 新春SP2020 | 1月12日（日） 18:30 - 20:00 | 東芝府中事業所 ラグビーグランド→ボートレース多摩川 →府中駅→調布駅→日本女子体育大学 | 高田純次 | 全国ネット |

#### 2022年
| 放送タイトル                                   | 放送日時                   | ルート                                                                        | ゲスト                                           | 備考 |
| ---------------------------------------------- | -------------------------- | ----------------------------------------------------------------------------- | ------------------------------------------------ | ---- |
| 2022新春 80'sアイドル大集合で 箱根・伊豆の旅SP | 1月2日（日） 13:00 - 16:00 | 箱根湯本→富士屋ホテル→芦ノ湖→熱海→三島 →清水町→沼津→富士サファリパーク→富士宮 | 島崎和歌子 松本明子 堀ちえみ 城之内早苗 工藤夕貴 |      |

#### 2023年
| 放送タイトル                                  | 放送日時                     | ルート                                                                                             | ゲスト                                         | 備考                                                                                  |
| --------------------------------------------- | ---------------------------- | -------------------------------------------------------------------------------------------------- | ---------------------------------------------- | ------------------------------------------------------------------------------------- |
| 2023新春 東海道を行く80's アイドル大集合旅!SP | 1月2日（月） 13:00 - 16:30   | 浅草寺→築地場外市場→文化放送本社→大井競馬場 →羽田空港→川崎→神奈川宿→横浜マリンタワー→江の島→茅ヶ崎 | 松本明子 森口博子 島崎和歌子 石野真子 菊池桃子 | 文化放送本社で生放送中の 『大竹まこと ゴールデンラジオ!』のエンディング部分に急遽出演 |
| じゅん散歩もコラボ! 超豪華年末スペシャル      | 12月29日（金） 18:00 - 21:00 | 川崎大師→鶴見→横浜中華街→馬車道→伊勢佐木町                                                         | 高田純次 コロッケ 島津亜矢 藤あや子            | 全国ネット                                                                            |
| じゅん散歩もコラボ! 超豪華年末スペシャル      | 12月29日（金） 18:00 - 21:00 | アメヤ横丁→両国→小伝馬町→日本橋→東銀座                                                             | 藤岡弘、 天翔天音 内田篤人 松下由樹 中越典子   | 全国ネット                                                                            |

#### 2024年
| 放送タイトル                                       | 放送日時                   | ルート | ゲスト                                         | 備考       |
| -------------------------------------------------- | -------------------------- | --- | ---------------------------------------------- | ---------- |
| 2024新春 70's、80'sアイドル大集合！ 新春の箱根路SP | 1月2日（火） 13:00 - 16:30 | サザンビーチちがさき→大磯ロングビーチ→大磯プリンスホテル →国府津→小田原→小田原かまぼこ通り →根府川→真鶴→熱海城→箱根町 | 松本明子 島崎和歌子 榊原郁恵 森口博子 松本伊代 |            |
| 堺正章と昭和歌謡SP                                 | 4月2日（火） 19:00 - 19:54 | 神保町→六本木→麹町→赤坂                                                                                               | 堺正章                                         | 全国ネット |

#### 2025年
| 放送タイトル | 放送日時                   | ルート                                        | ゲスト                                                                  | 備考       |
| --- | -------------------------- | --------------------------------------------- | ----------------------------------------------------------------------- | ---------- |
| みんな合わせて428歳の《昭和オヤジが大集結!》 徹子さん・良純さんも合流で “昭和100年”を元気に過ごそう! マツケンサンバで新春SP | 1月4日（土） 18:00 - 21:00 | 浅草→亀戸→末広町→築地 上野→日本橋→三田→中目黒 | 高田純次 岩城滉一 石原良純 松本伊代 黒柳徹子 松平健 柳沢慎吾 島崎和歌子 | 全国ネット |

## ザワつく!路線バスで寄り道の旅
毎週金曜日夜に放送されているトークバラエティ番組『ザワつく!金曜日』のスピンオフ企画として2021年より不定期で放送されている番組。番組コンセプトは本編と同一であるが、ナビゲーターは『ザワつく-』レギュラー出演者の長嶋一茂と高橋茂雄が務め、本編ナビゲーター田中の出演はない。ナレーションは本編と同じく生野が担当。

### レギュラーナビゲーター
- 長嶋一茂
- 高橋茂雄（サバンナ）

### 常連ゲスト
- 槙原寛己 - 初回から全回出演していたが、第8回(2023年3月10日放送)は欠席[注 26]。

### 放送日・放送時間

#### 2021年
| 回 | 放送日        | 放送時間      | ルート                                                | ゲスト                      | 備考       |
| -- | ------------- | ------------- | ----------------------------------------------------- | --------------------------- | ---------- |
| 1  | 8月29日（日） | 19:00 - 20:56 | 横浜駅東口→伊勢山皇大神宮→野毛→横浜中華街→本牧→磯子駅 | 池田美優 DAIGO ウエンツ瑛士 | 全国ネット |

#### 2022年
| 回 | 放送日         | 放送時間      | ルート | ゲスト                                  | 備考       |
| -- | -------------- | ------------- | --- | --------------------------------------- | ---------- |
| 2  | 1月7日（金）   | 18:50 - 20:00 | 北条海岸→館山駅→館山城→江見→太海フラワーセンター                                                                     | 森泉                                    | 全国ネット |
| 3  | 4月24日（日）  | 19:00 - 19:58 | 新江ノ島水族館→江ノ島→江島神社→鎌倉小町通り→鎌倉山                                                                   | 菊池桃子 原沙知絵                       | 全国ネット |
| 4  | 8月12日（金）  | 18:50 - 20:30 | 国際興業バス赤羽営業所→赤羽駅→西新井大師→北千住                                                                      | 中村アン 菊池風磨（Sexy Zone） 藤原紀香 | 全国ネット |
| 5  | 9月30日（金）  | 19:54 - 21:48 | 小田原駅→漁港の駅TOTOCO小田原→ミナカ小田原→オートパラダイス御殿場 →御殿場プレミアムアウトレット→箱根小涌園ユネッサン | ホラン千秋 菜々緒 朝日奈央              | 全国ネット |
| 6  | 12月21日（水） | 19:00 - 20:54 | 大さん橋→横浜赤レンガ倉庫→アニタッチみなとみらい →くりはま花の国→よこすかポートマーケット→おかみ家                   | 新井恵理那 山口もえ                     | 全国ネット |

#### 2023年
| 回 | 放送日         | 放送時間      | ルート | ゲスト                                              | 備考       |
| -- | -------------- | ------------- | --- | --------------------------------------------------- | ---------- |
| 7  | 1月6日（金）   | 18:50 - 20:00 | 熱海サンビーチ→熱海銀座商店街→来宮神社→静岡おでん 酔ごころ | 有田哲平（くりぃむしちゅー） 鷲見玲奈               | 全国ネット |
| 8  | 3月10日（金）  | 18:50 - 20:00 | 道の駅ちくら・潮風王国→白浜いちご狩りセンター→漁師料理 たてやま →道の駅とみうら枇杷倶楽部→隠れ屋敷 典膳                                                        | 大久保佳代子（オアシズ） 吉村崇（平成ノブシコブシ） | 全国ネット |
| 9  | 4月7日（金）   | 18:50 - 20:00 | 三嶋大社→すみの坊 三嶋大社前店 →山本食品 門前せせらぎ店→三島広小路→伊豆・村の駅 伊豆のへそ店 →大仁ホテル→究極のそば そばや→ドルフィンファンタジー伊東→まるたか | 吉瀬美智子 ファーストサマーウイカ                   | 全国ネット |
| 10 | 8月16日（水）  | 18:45 - 19:54 | 国立競技場前→E・A・T GRILL＆BAR →明治神宮野球場→野球殿堂博物館→東京ドーム→後楽園飯店                                                                           | 徳光和夫                                            | 全国ネット |
| 11 | 9月26日（火）  | 18:45 - 20:25 | 由比ガ浜→ICE BAR→RESTAURANT SEEDLESS→逗子銀座商店街→崎陽軒 →葉山牛ステーキレストラン 角車→森戸大明神→佐島漁港→横須賀ドブ板通り                                 | 出川哲朗                                            | 全国ネット |
| 12 | 12月15日（金） | 18:50 - 20:00 | 築地場外市場→甘酒横丁 | ウエンツ瑛士 朝日奈央                               | 全国ネット |
| 12 | 12月15日（金） | 18:50 - 20:00 | 東京ソラマチ→東京スカイツリー→仲見世通り | 小峠英二（バイきんぐ） 池田美優                     | 全国ネット |

#### 2024年
| 回 | 放送日         | 放送時間      | ルート | ゲスト                                                        | 備考       |
| -- | -------------- | ------------- | --- | ------------------------------------------------------------- | ---------- |
| 13 | 2月13日（火）  | 19:00 - 20:54 | 麻布台ヒルズ→東京駅→mipig cafe→A WORKS →Waterfront JIYUGAOKA/TOKYO→香辛堂→Metzgerei SASAKI→羅山 | ハリセンボン 平愛梨 ウエンツ瑛士 宮川大輔 ゆうちゃみ 松本伊代 | 全国ネット |
| 14 | 4月12日（金）  | 18:50 - 20:00 | アンジェリーノ・アンジェリック→こんにゃくパーク→道の駅 ららん藤岡→根岸うどん→宝来軒 | 中山秀征 ウエンツ瑛士 王林                                    | 全国ネット |
| 15 | 8月9日（金）   | 18:50 - 20:00 | APPLE PIE lab 軽井沢店→らくやき 陶画堂→軽井沢チョコレートファクトリー チャーチストリート店 →羊と花と→トラットリア プリモ →クレソンリバーサイドストーリー旧軽井沢 →軽井沢プリンスホテル イースト→鉄板焼 森 | 田中裕二（爆笑問題） 中岡創一（ロッチ） 齊藤京子              | 全国ネット |
| 16 | 9月24日（火）  | 19:00 - 20:40 | 瀬戸浜海水浴場→寿司と地魚料理 大徳家→木村ピーナッツ→洲崎神社→TATEYAMA1093 →レストランこだま→RESTAURANT＆SPA edén                                                                                          | 内田篤人 松村沙友理 宮川大輔                                  | 全国ネット |
| 17 | 12月31日（火） | 22:00 - 23:30 | 成田山深川不動堂→折原商店→神田明神→鳥すきやき ぼたん→浅草寺→浅草じゅうろく | 高島礼子 DAIGO 小峠英二（バイきんぐ）                         | 全国ネット |

#### 2025年
| 回 | 放送日        | 放送時間      | ルート                                                                                             | ゲスト                                  | 備考       |
| -- | ------------- | ------------- | -------------------------------------------------------------------------------------------------- | --------------------------------------- | ---------- |
| 18 | 1月17日（金） | 18:50 - 20:00 | 渋谷→Vaji spice→あいと電氣餅店 →和栗や→迎賓館赤坂離宮 →東京ステーションホテル→サンス・エ・サヴール | ウエンツ瑛士 羽田美智子 MEGUMI 宮川大輔 | 全国ネット |
| 19 | 4月11日（金） | 18:50 - 20:00 | 表参道→駐日カナダ大使館→ エルベ→銀座 月と花→ 観音山フルーツパーラー 銀座店→日本銀行                | ウエンツ瑛士 藤原紀香 平愛梨            | 全国ネット |
| 20 | 7月4日（金）  | 18:50 - 20:00 | 品川駅→TAKANAWA GATEWAY CITY→ まるやま食堂→羽田空港                                                | 井森美幸 ウエンツ瑛士 宮川大輔          | 全国ネット |

## ネット局・放送時間

### レギュラー放送
- 前番組『スペシャルサンデー』と同様に、全編ローカルセールス枠のため、テレビ朝日以外の通常時同時ネット局でも編成の都合により臨時に遅れネット（通常時遅れネット局を除く）または非ネットとする場合がある一方、通常時遅れネット局が臨時同時ネットで放送する場合がある。

#### 2023年4月現在
| 放送対象地域   | 放送局                 | 系列           | 放送日時           | ネット形態 | 備考      |
| -------------- | ---------------------- | -------------- | ------------------ | ---------- | --------- |
| 関東広域圏     | テレビ朝日（EX）       | テレビ朝日系列 | 日曜 15:20 - 16:30 | 同時ネット | 制作局    |
| 岩手県         | 岩手朝日テレビ（IAT）  | テレビ朝日系列 | 日曜 15:20 - 16:30 | 同時ネット | [ 注 32 ] |
| 秋田県         | 秋田朝日放送（AAB）    | テレビ朝日系列 | 日曜 15:20 - 16:30 | 同時ネット |           |
| 福島県         | 福島放送（KFB）        | テレビ朝日系列 | 日曜 15:20 - 16:30 | 同時ネット | [ 9 ]     |
| 長野県         | 長野朝日放送 (abn)     | テレビ朝日系列 | 日曜 15:20 - 16:30 | 同時ネット |           |
| 石川県         | 北陸朝日放送（HAB）    | テレビ朝日系列 | 日曜 15:20 - 16:30 | 同時ネット | [ 注 33 ] |
| 香川県・岡山県 | 瀬戸内海放送（KSB）    | テレビ朝日系列 | 日曜 15:20 - 16:30 | 同時ネット | [ 注 34 ] |
| 愛媛県         | 愛媛朝日テレビ（eat）  | テレビ朝日系列 | 日曜 15:20 - 16:30 | 同時ネット | [ 注 35 ] |
| 中京広域圏     | 名古屋テレビ（NBN）    | テレビ朝日系列 | 日曜 15:45 - 16:55 | 遅れネット | [ 注 36 ] |
| 静岡県         | 静岡朝日テレビ（SATV） | テレビ朝日系列 | 日曜 14:55 - 16:00 | [ 注 37 ]  |           |

#### 2015年4月 - 2020年9月
| 放送対象地域   | 放送局                 | 系列           | 放送日時                                         | ネット形態 | 備考      |
| -------------- | ---------------------- | -------------- | ------------------------------------------------ | ---------- | --------- |
| 関東広域圏     | テレビ朝日（EX）       | テレビ朝日系列 | 日曜日 15:25 - 16:30→15:20 - 16:30→15:20 - 16:25 | 同時ネット | 制作局    |
| 岩手県         | 岩手朝日テレビ（IAT）  | テレビ朝日系列 | 日曜日 15:25 - 16:30→15:20 - 16:30→15:20 - 16:25 | 同時ネット | [ 注 32 ] |
| 秋田県         | 秋田朝日放送（AAB）    | テレビ朝日系列 | 日曜日 15:25 - 16:30→15:20 - 16:30→15:20 - 16:25 | 同時ネット |           |
| 福島県         | 福島放送（KFB）        | テレビ朝日系列 | 日曜日 15:25 - 16:30→15:20 - 16:30→15:20 - 16:25 | 同時ネット |           |
| 新潟県         | 新潟テレビ21（UX）     | テレビ朝日系列 | 日曜日 15:25 - 16:30→15:20 - 16:30→15:20 - 16:25 | 同時ネット | [ 注 38 ] |
| 静岡県         | 静岡朝日テレビ（SATV） | テレビ朝日系列 | 日曜日 15:25 - 16:30→15:20 - 16:30→15:20 - 16:25 | 同時ネット | [ 注 39 ] |
| 石川県         | 北陸朝日放送（HAB）    | テレビ朝日系列 | 日曜日 15:25 - 16:30→15:20 - 16:30→15:20 - 16:25 | 同時ネット | [ 注 33 ] |
| 中京広域圏     | メ〜テレ（NBN）        | テレビ朝日系列 | 日曜日 15:25 - 16:30→15:20 - 16:30→15:20 - 16:25 | 同時ネット |           |
| 香川県・岡山県 | 瀬戸内海放送（KSB）    | テレビ朝日系列 | 日曜日 15:25 - 16:30→15:20 - 16:30→15:20 - 16:25 | 同時ネット | [ 注 34 ] |
| 愛媛県         | 愛媛朝日テレビ（eat）  | テレビ朝日系列 | 日曜日 15:25 - 16:30                             | 遅れネット | [ 注 40 ] |

#### 過去のネット局
- 福岡県：九州朝日放送（KBC） - 開始当初から同時ネットで放送していたが、2015年7月5日をもって打ち切り。
- 静岡県：静岡朝日テレビ（SATV）開始当初 - 2016年3月 2017年4月16日 - 2022年2月

同時ネット→日曜10:40 - 11:50→日曜 13:55 - 15:20
- 新潟県：新潟テレビ21（UX）2018年4月1日 - 2023年3月26日[注 44]

#### 不定期放送
- 青森県：青森朝日放送（ABA）
- 近畿広域圏：朝日放送テレビ（ABC TV）[注 45]
- 大分県：大分朝日放送（OAB）
- 中京広域圏：メ〜テレ - 2020年9月まで同時ネットだったが現在は不定期放送。

#### 放送時間に関する備考
- 本番組を拡大版SPで放送する場合、「サンデープレゼント」枠（13:55 - 15:20）とTVクリップ（15:20 - 15:25）[注 46]を休止の上、13:55から2時間35分にわたって放送される。ただし、ネットしている局であっても、その週は番組休止（別番組に差し替え）する場合もある。
- スポーツ中継（ゴルフ、プロ野球中継など）がある場合、放送枠の繰り上げ移動もしくは休止となる場合がある。
- 徳光は当番組のレギュラー放送開始前より、同時間帯に放送されている『BSイレブン競馬中継』（BS11）[注 47]に、GI競走開催日に不定期出演していた。レギュラー放送開始後も『BSイレブン競馬中継』不定期出演を継続し、2015年5月24日（オークス開催日）に初めて、当番組との重複出演となった。
- 毎年8月に、徳光が同時間帯に放送されている『24時間テレビ』（日本テレビ系列）に出演している[注 48]関係上、同番組が放送される週は休止となり、別番組に差し替えとなる（ネット局も同様）。うち2018年8月26日は『帰れマンデー・見っけ隊!!特別編』[注 49]、2019年8月25日は『CAT Ladies 2019・最終日』（15:00 - 16:25）に差し替えとなった。

### 特別編(新春スペシャル、じゅん散歩コラボスペシャル)・ザワつく!路線バスで寄り道の旅

#### ゴールデンタイム・プライムタイム
| 放送期間                                                               | 放送時間 | 放送局                                      | 対象地域 | 備考     |
| ---------------------------------------------------------------------- | -------- | ------------------------------------------- | -------- | -------- |
| #レギュラー放送（2015年 - ）および#ザワつく!路線バスで寄り道の旅を参照 | 同左     | テレビ朝日（制作局） ほか系列フルネット24局 | 日本国内 | 字幕放送 |

### 放送時間の変遷
| 期間                          | 放送時間（日本時間）       |
| ----------------------------- | -------------------------- |
| 2015年4月5日 - 2016年3月27日  | 日曜 15:25 - 16:30（65分） |
| 2016年4月3日 - 2018年4月15日  | 日曜 15:20 - 16:30（70分） |
| 2018年5月6日 - 2020年9月27日  | 日曜 15:20 - 16:25（65分） |
| 2020年10月4日 - 2022年3月27日 | 日曜 16:15 - 17:25（65分） |
| 2022年4月3日 - 現在           | 日曜 15:20 - 16:30（70分） |

## その他

### 徳光和夫の紹介の仕方
2013年3月3日の単発放送時代から2015年4月5日放送分のレギュラー放送開始時から2016年9月26日放送分まではナレーターの生野文治が「75歳を過ぎても未だ多忙な毎日を送る徳さん!」と徳光和夫を紹介した。2016年10月2日放送分からはナレーターの生野文治が「70歳を超えても未だ多忙な毎日を送る徳さん!」と紹介したが、2016年12月18日放送分からはナレーターの生野文治が「70歳を超えて益々元気な徳さん!」と紹介したが、2021年4月4日放送分からはナレーターの生野文治が「幾つになっても未だ多忙な日々を送る徳さん!」と徳光和夫の紹介の仕方を微妙に変更した。尚、徳光自身は2023年4月現在で82歳である。

### ゲストの紹介の仕方
2013年3月3日の単発放送時代から2015年4月5日放送分ののレギュラー放送開始時も徳光和夫が旅の出発地点で辺りを見たり、おやつを食べながら田中律子とゲストを待ち、田中律子とゲストが登場して徳光和夫に挨拶して旅がスタートするパターンだったが、2016年11月6日放送分からは田中律子とゲストが徳光和夫に挨拶するシーンが無く、カメラが回り始めた時はロケが始まってるのに気付くパターンも追加された。また2016年11月27日放送分からはゲストのプロフィール及びこれまでの経歴のVTR紹介が無い放送回もある。

### 路線バスで寄り道の旅のさらに寄り道
2015年4月5日から2016年3月27日までは放送時間が15:25 - 16:30で不定期で再編集版を放送する場合は過去に放送した本放送に最新の内容を加えて放送したが、2016年4月3日から放送時間を15:20 - 16:30に拡大したのに伴い、不定期で再編集版を放送する場合は、さらに「路線バスで寄り道の旅のさらに寄り道」として、放送日間際に番組スタッフが別の店を訪れて撮影した内容を加えて放送している。

### 新型コロナウイルス対策について
2020年8月2日放送分からは、はとバス等の観光バスを貸切運行にして、徳光和夫がバスの中でオープニングの挨拶を済ませたら、田中律子とゲストがバス車内で挨拶する方式を追加してロケを再開した。通行人が密集する繁華街などの寄り道スポットは、バスから降りずにリモート中継で番組スタッフに買って来て貰う、またはスタッフや寄り道スポット先の広報や責任者がリモート中継をして対応する方式も追加された。このため、寄り道スポットによってはロケが終了するまでバスから降りられない場合もある。

## コラボレーション企画
- 単発番組時代の2014年3月31日には、当番組と当時平日午前に放送の加山雄三出演の紀行番組『若大将のゆうゆう散歩』とのコラボレーションによるゴールデンタイムでの3時間特番『路線バスで寄り道の旅×若大将のゆうゆう散歩スペシャル』（19:00 - 21:48）がテレビ朝日系列全国ネットで放送された。散歩シリーズとのコラボが行われたのはこれが初。
- 2017年12月17日には、当番組と、現在平日午前に放送されている高田純次出演の紀行番組『じゅん散歩』（平日9:55 - 10:25、テレビ朝日・メ〜テレ2局ネット）とのコラボレーションによるゴールデン2時間特番『路線バスで寄り道の旅×じゅん散歩スペシャル』（18:57 - 21:00）が全国ネットで放送された[15]。
- 2018年11月18日には、前年に引き続き当番組と『じゅん散歩』とのコラボレーションによるゴールデン特番の第2弾となる『路線バスで寄り道の旅×じゅん散歩スペシャル 2018』（18:30 - 21:00）が全国ネットで放送された。
- 2020年1月12日には、当番組と『じゅん散歩』とのコラボレーションによるゴールデン特番の第3弾にして新春特番となる『路線バスで寄り道の旅×じゅん散歩新春SP 2020』（18:30 - 20:00）が全国ネットで放送された。

## スタッフ

### レギュラー版
2025年7月19日現在
- 構成：上野耕一郎、高梨武志、水野英昭、清水隆祐・藤井青銅
- 撮影：永島良一、磯村進、野嵜潤一
- 音声：西野和洋、山口聡、田中康之
- 車両：佐藤達雄（極東電視台）
- 音効：齋藤俊郎（OPUS-1）
- 編集：塔尾公彦、中祐也、松本哲也、金昇佑【週替り】
- MA：降旗直人
- イラスト：ちたまロケッツ、たまきかおり、リトルベア
- CG：グレートインターナショナル
- メイク：石野敦子、八巻明子
- 技術協力：千代田ビデオ、E・Force Studio
- 編成：清水正太郎・小谷知輝（共にテレビ朝日）
- 宣伝：平野智章（テレビ朝日）
- デスク：原利加子（テレビ朝日、第10弾 - レギュラー版の途中→一時離脱→復帰）
- 制作協力：エヂカラ（レギュラー版の途中から）
- 制作スタッフ：濱田翔太、加藤佑里菜
- AP：大島海咲、大田翔子（レギュラー版の途中から）
- ディレクター：植田俊平、飯田亮太、武井陽介・石垣俊介（エヂカラ）、黒原竜二、高柳大輔、桑幡翔、福冨一弘、吉田大器、武藤和也、竹田爽輝
- プロデューサー：大垣信良（えすと）、高橋由佳（えすと→エヂカラ、高橋由→レギュラー版の途中までAP）、東野真有（東野→レギュラー版の途中から）、名田圭佑（テレビ朝日）
- ゼネラルプロデューサー：新田良太（テレビ朝日、レギュラー版の途中から、2023年7月9日-）
- 制作：テレビ朝日(ビジネスソリューション本部コンテンツ編成局第1制作部)、えすと

### 特別編
2014年10月5日放送分
- 構成：水野英昭
- 撮影：永島良一（千代田ビデオ）、磯村進、石島卓也
- 音声：西野和洋
- 車両：佐藤達雄（極東電視台）
- 音効：齋藤俊郎（OPUS-1）
- 編集：鳥塚幸輔（G-Link STUDIO）
- MA：田村佑資
- イラストレーター：カリカチュア・ジャパン
- CG：森山ヒロカズ（森三平）
- 編成：島川博篤（テレビ朝日）
- 宣伝：井上恵莉子（テレビ朝日）
- 制作協力：ホールマン
- 制作スタッフ：奥野雄士
- AP：高橋由佳・川名佳菜（ホールマン、川名→第9弾）
- ディレクター：神山友和（ホールマン）、今井雄大
- プロデューサー：寿崎和臣（テレビ朝日）、大垣信良（えすと）
- ゼネラルプロデューサー：寺田伸也（テレビ朝日）
- 制作：テレビ朝日、えすと

### 過去のスタッフ
- 撮影：小松淳（第1,11弾）、石井友幸（第7弾 -）、宿南和茂（第8弾）、大鋸玄記・佐藤岳人（2人共第9弾）、石坂良雄（第10弾）
- 音声：高橋優二、田中博（高橋・田中→第1弾）、生沼真一（生沼→第7,8,10,11弾）、大内勝博、山崎貴洋（大内・山崎→特別編）
- ロケ美術：高橋徹（テレビ朝日クリエイト、第1弾のみ）
- メーク：豆田瑞紀、安田有里、萱原リサ、田村直子、高松ゆか、押田秀明、笹浦洋子（笹浦→レギュラー版から）
- 編集：鳥塚幸輔（G-Link STUDIO、第8弾）、賀古勝利（G-Link STUDIO、第1 - 7, 9 - 11弾）
- MA：橋本光平（第9弾）、田村佑資
- イラストレーター：松田りおん
- CG：森山ヒロカズ（森三平）
- 協力：横浜文化観光局
- リサーチ：菅原秀典
- 撮影協力：館山市
- 編成：吉村周・池田佐和子・高橋正輝・西岡佐知子・島川博篤・田中真由子・小谷知輝・岡村地郎（全員テレビ朝日、吉村→特別編、高橋→第7弾 - 第9弾、西岡→第9弾、島川→特別編から、田中・小谷→レギュラー版の途中から）
- 宣伝：西山隆一・井上恵莉子・石田みう・榎本梢絵（全員テレビ朝日、西山→特別編、井上→第7弾 - レギュラー版の途中、石田→レギュラー版の途中）
- デスク：由利倫梨子（テレビ朝日、レギュラー版の途中から）
- ロケ進行スタッフ：野々垣慶太（第8弾）、渡邊正人、鈴木信広
- 制作スタッフ：谷中聡・長沼秀幸・望月麻未・村田満梨奈（谷中〜村田→第1弾）、岩上武司・高倉亮平（岩上・高倉→特別編）、中澤祐樹（中澤→第7弾）、関口元気、尾脇誠（関口〜尾脇→第9弾）、今野雄貴、加藤潤紀（加藤→第9 - 11弾）、坂巻裕太、横田栞（横田→レギュラー版から）、奥野雄士、柳川雄洋（柳川→レギュラー版から）、桑幡翔（桑幡→第1,10,11弾も）、青山直人、中田健士（エヂカラ）、野間ひかる、加山怜奈、森本伊生嗣、大関彩愛、石川晴樹（青山～大関→レギュラー版から）
- AP：倉田圭子・川名佳菜（えすと）、肝付誉子、犬飼真未
- ディレクター：黒原竜二・青田和大・神山友和（共にホールマン、黒原→第7 - 10弾）、工藤真大・遠藤隼人（えすと、工藤→第8 - 10弾、遠藤→第9弾）、福地裕之
- プロデューサー：寿崎和臣（テレビ朝日、第8弾まではAP、第9弾からプロデューサー）、高橋伸之（テレビ朝日、レギュラー版の途中から）、大内涼子（えすと、レギュラー版の途中までAP）
- ゼネラルプロデューサー：藤井智久（テレビ朝日、第6弾から第8弾まで）、寺田伸也（テレビ朝日、第8弾まではプロデューサー、第9弾から2023年6月までGP）
- 制作協力：ホールマン（第8弾まではクレジット表記なし、第9弾から）